# Johann Rudolf Schellenberg

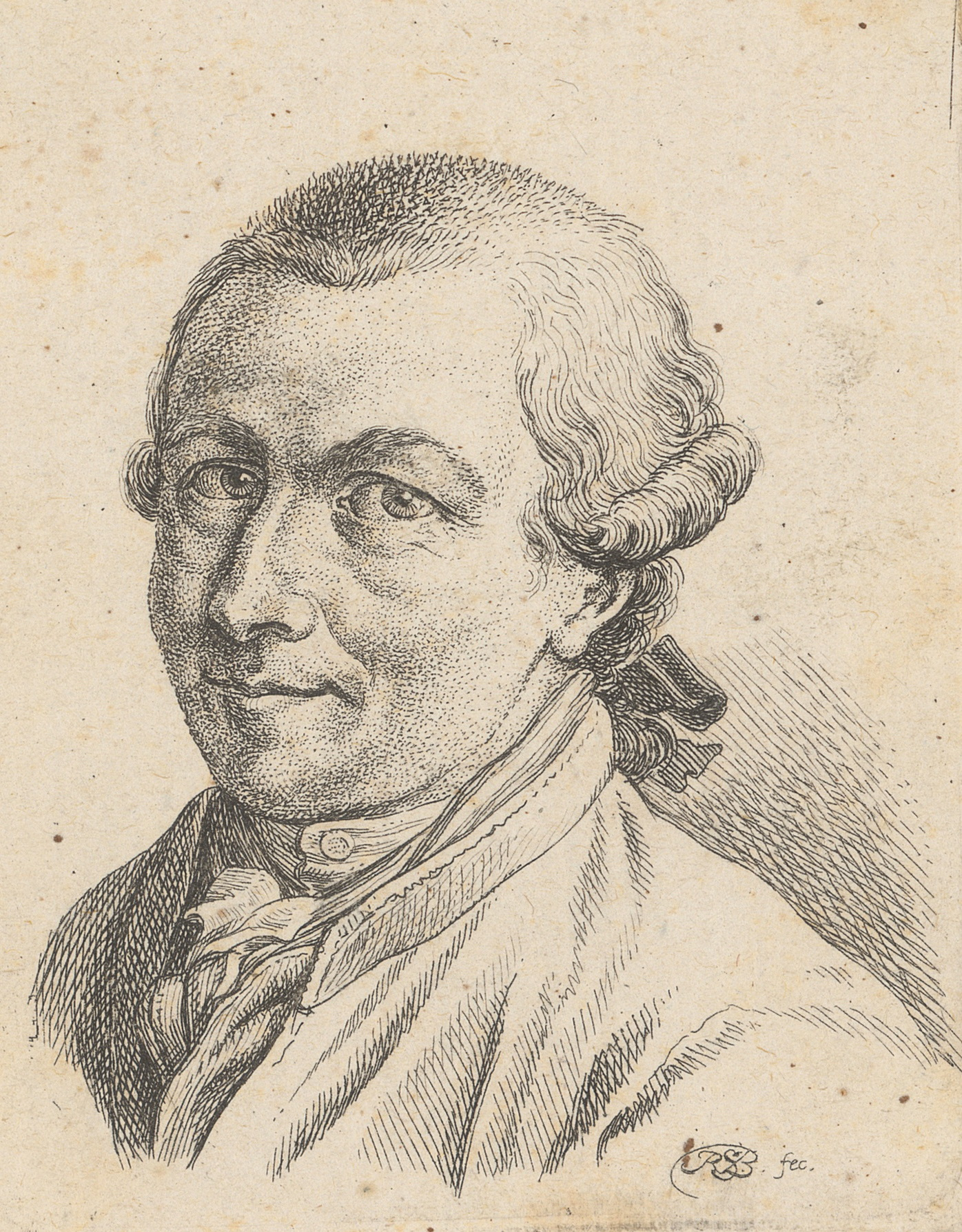
Johann Rudolf Schellenberg: Selbstporträt (Radierung)

Johann Rudolf Schellenberg (auch Rudolph, * 4. Januar 1740 in Basel; † 6. August 1806 in Töss bei Winterthur) war ein Schweizer Maler, Radierer und Illustrator sowie Entomologe. Er gilt als einer der bedeutendsten Illustratoren seiner Zeit und als wichtigster Schweizer Radierer des 18. Jahrhunderts.

## Biografie
Schellenberg wurde als einziger Sohn von Johann Ulrich Schellenberg und Anna Katharina, geb. Huber, in Basel geboren. Der Vater war Maler, ebenso wie der Grossvater mütterlicherseits, Johann Rudolf Huber. Erste künstlerische Versuche gingen auf die Anregung des Grossvaters zurück. Nach dessen Tod übersiedelte die Familie 1749 nach Winterthur, dem Heimatort des Vaters. Hier lernte Schellenberg gemeinsam mit Anton Graff in der Zeichenschule seines Vaters und arbeitete in dessen Werkstatt. Beim Sturz von einer Schaukel verletzte er sich so schwer, dass er «Monate lang ohne Besinnung lag, und sein Gedächtnis war so gänzlich zu Grunde gerichtet, dass er wieder anfangen musste, wie ein Kind lesen und schreiben zu lernen». Zeichnen konnte er noch, doch «geraume Zeit» nur mit der linken Hand, da die rechte gelähmt war. Die einzige bleibende Folge des Sturzes war «eine Schwäche des Gedächtnisses, die ihn aber lebenslänglich nicht mehr ganz verliess». Nach seiner Genesung weilte er 1763–1764 vorübergehend wieder in Basel, wo er sich in der Landschafts- und Porträtmalerei versuchte und erste Aufträge erhielt. Auch Genrebilder – besonders Schäferszenen – und Zeichnungen einfacher Bauern stammen aus dieser Zeit.

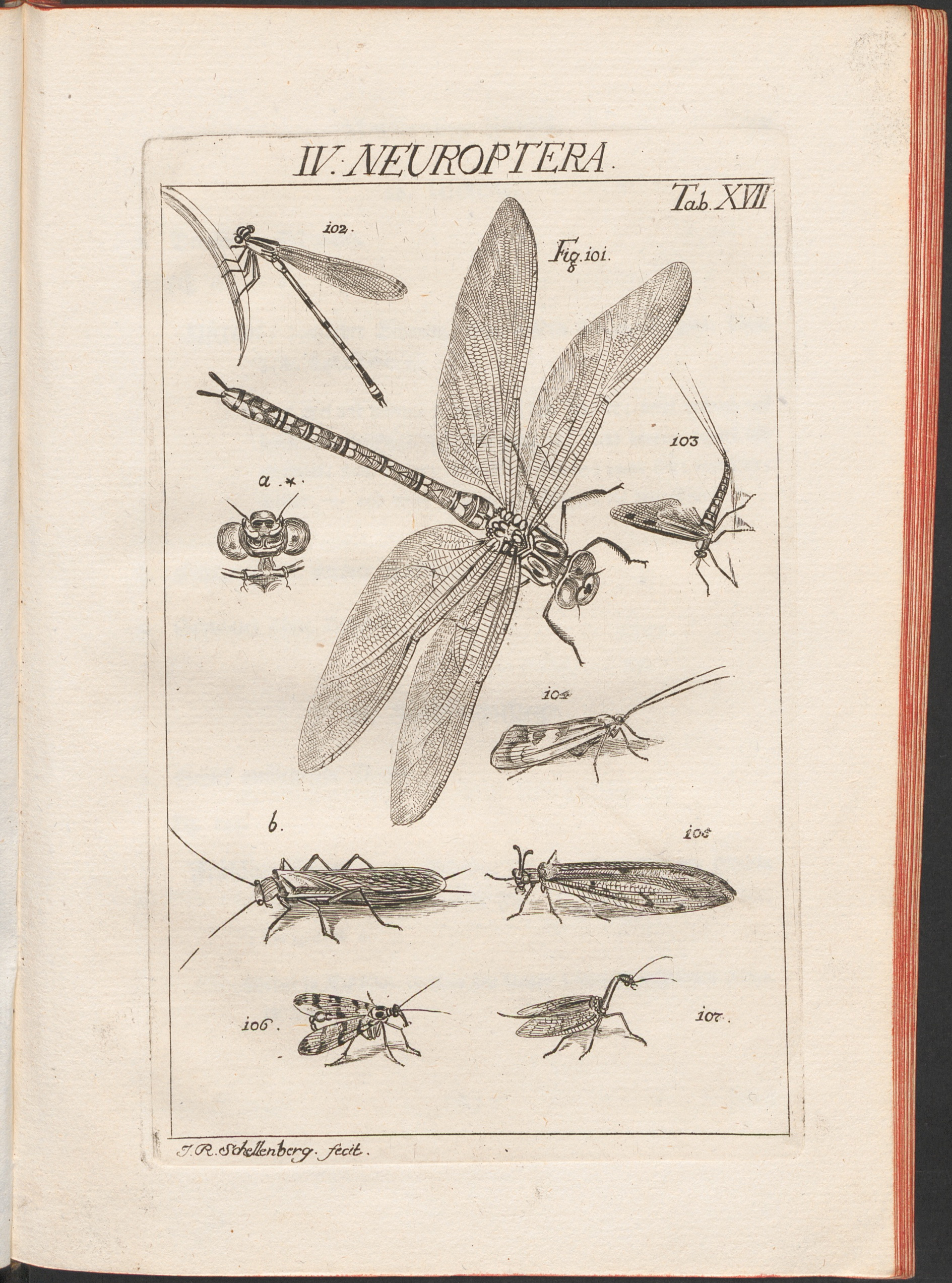
Neuroptera. Tafel 17 aus Johann Heinrich Sulzers Kennzeichen der Insekten, 1761.

Nachdem eine geplante Reise nach Italien wegen einer plötzlichen Erkrankung Schellenbergs nicht zustande gekommen war, verlegte er 1764 seinen Wohnort wieder nach Winterthur, wo er bis 1801 blieb. Zunächst führte er ein zurückgezogenes Leben, bis ihn Johannes Gessner aus Zürich damit beauftragte, naturhistorische Illustrationen für wissenschaftliche Zwecke zu produzieren. Schellenberg begab sich also für einige Monate nach Zürich, wo er bei seinem Gönner Gessner wohnte und zahlreiche Zeichnungen anfertigte, vor allem von Insekten. Das erste Werk, in dem 32 Radierungen Schellenbergs erschienen, war Johann Heinrich Sulzers Kennzeichen der Insekten. Das Buch wurde ein grosser Erfolg im In- und Ausland und verhalf Schellenberg zu neuen Aufträgen.
1766 heiratete Johann Rudolf Schellenberg Maria Magdalena Hegner (1739–1788), die Tochter eines Arztes. Das Paar hatte vier Töchter (u. a. Anna Katharina, * 1769; Maria Elisabeth, * 1770; Maria Magdalena, * 1780) und zwei Söhne (Johann Ulrich, 1773–1838; Johann Rudolf, 1775–1851), die sich später ebenfalls als Zeichner und Radierer betätigten, zumindest neben ihren eigentlichen Berufen (der ältere Sohn wurde Kaufmann, der jüngere Stadtammann und Bezirksgerichtspräsident). – Siehe auch: Porträts der Familie Schellenberg in Wikimedia Commons.

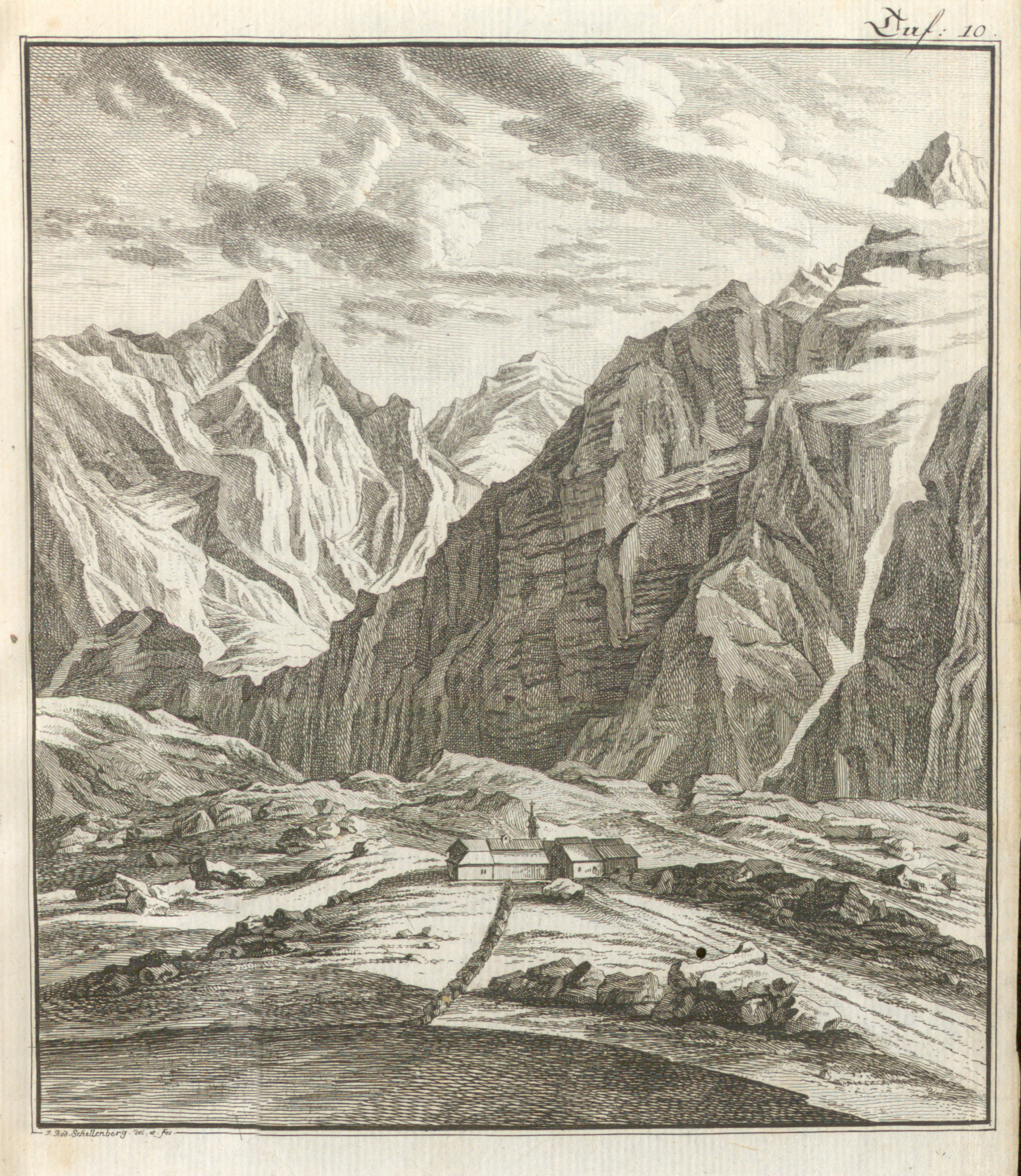
Einsiedelei bei Hospental am Gotthardpass. Tafel 10 aus Briefe aus der Schweiz von Johann Gerhard Reinhard Andreae, ‹zweiter Abdruck› 1776.

1769 unternahm Schellenberg im Auftrag des Apothekers und Chemikers Johann Gerhard Reinhard Andreae aus Hannover zwei Reisen durch die Schweiz, um Illustrationen für eine Ausgabe von dessen Briefen aus der Schweiz anzufertigen. Während längerer Zeit arbeitete er für Johann Caspar Füssli, um Künstlerporträts für dessen Geschichte der besten Künstler in der Schweiz (1769–1779) herzustellen. Unter Schellenbergs wichtigsten Auftraggebern war auch Johann Caspar Lavater, für den er ab 1770 bis zu Lavaters Tod 1801 immer wieder arbeitete. In den 1780er-Jahren erhielt er Aufträge zahlreicher Naturforscher, namentlich für Werke über Entomologie und Botanik.
Während mehr als dreissig Jahren schuf Schellenberg als Radierer insgesamt rund 1600 Blätter für etwa 170 Werke. «Genug verdienend für seinen Unterhalt, stets reichlich für Verlagshandlungen beschäftigt, führte er ein stilles und zufriedenes Leben.» Auf eigene Rechnung gab er Serien von Landschafts- und Trachtenbildern heraus.
Nach 1795 zwang ihn die Gicht dazu, die Arbeit als Radierer aufzugeben oder zumindest zu reduzieren. Er widmete sich nun vermehrt der Aquarellmalerei und veröffentlichte eigene Schriften: Kurze Abhandlung über die Ätzkunst (1795), Das Geschlecht der Land- und Wasserwanzen (1800), Entomologische Beyträge (1802) und Genres des mouches diptères – Gattungen der Fliegen (1803).
Schellenberg starb 1806 in Töss bei Winterthur. Sein Nachlass umfasst über 4000 Insektenaquarelle (heute im Besitz der Winterthurer Bibliotheken), obwohl er bereits 1791–1793 Teile seiner «beträchtlichen Sammlung gemahlter Insecten» an Kurfürst Karl Theodor von Bayern verkauft hatte. Ausserdem hinterliess er im Manuskript 7 Bände Gedichte und prosaische Rhapsodien.

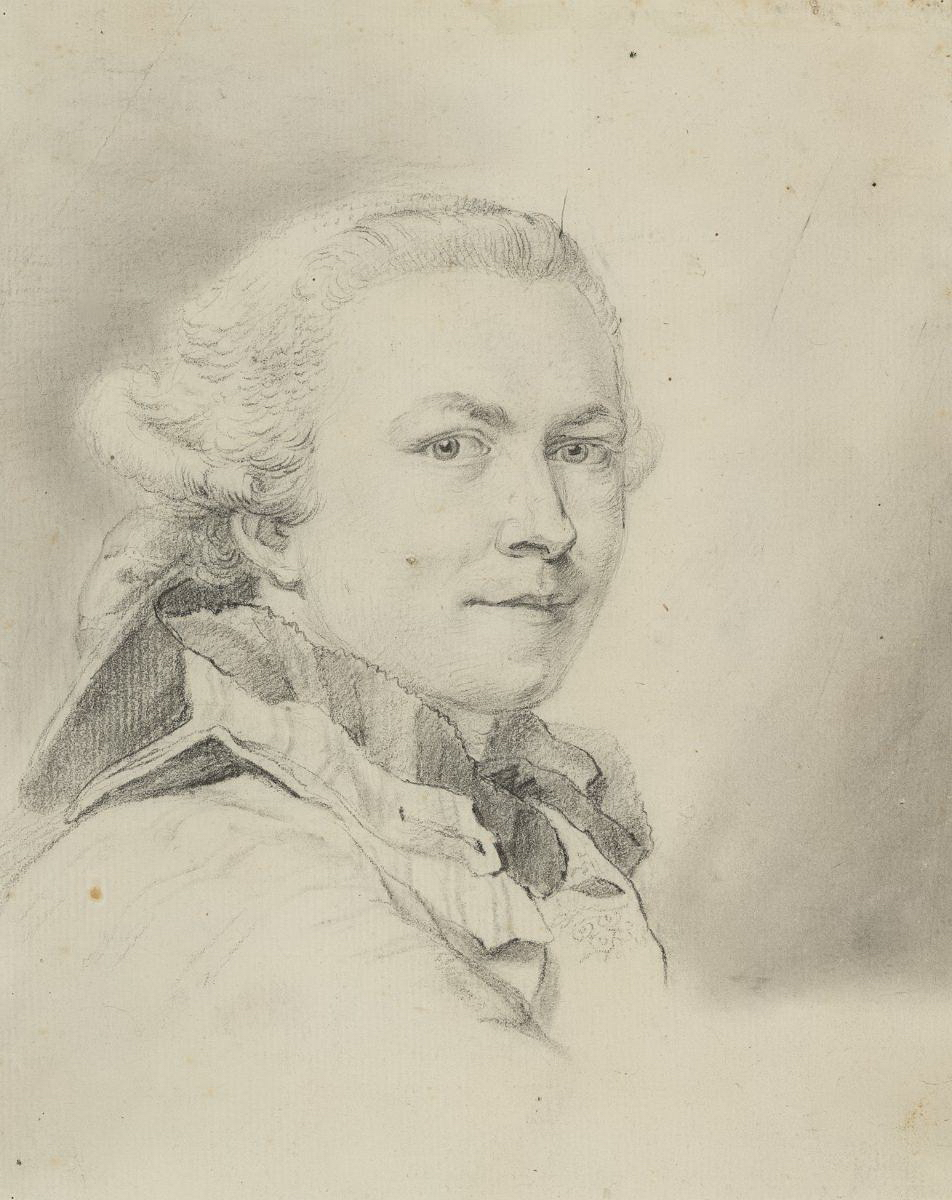
J. R. Schellenberg, gezeichnet von Anton Graff, um 1765/1766
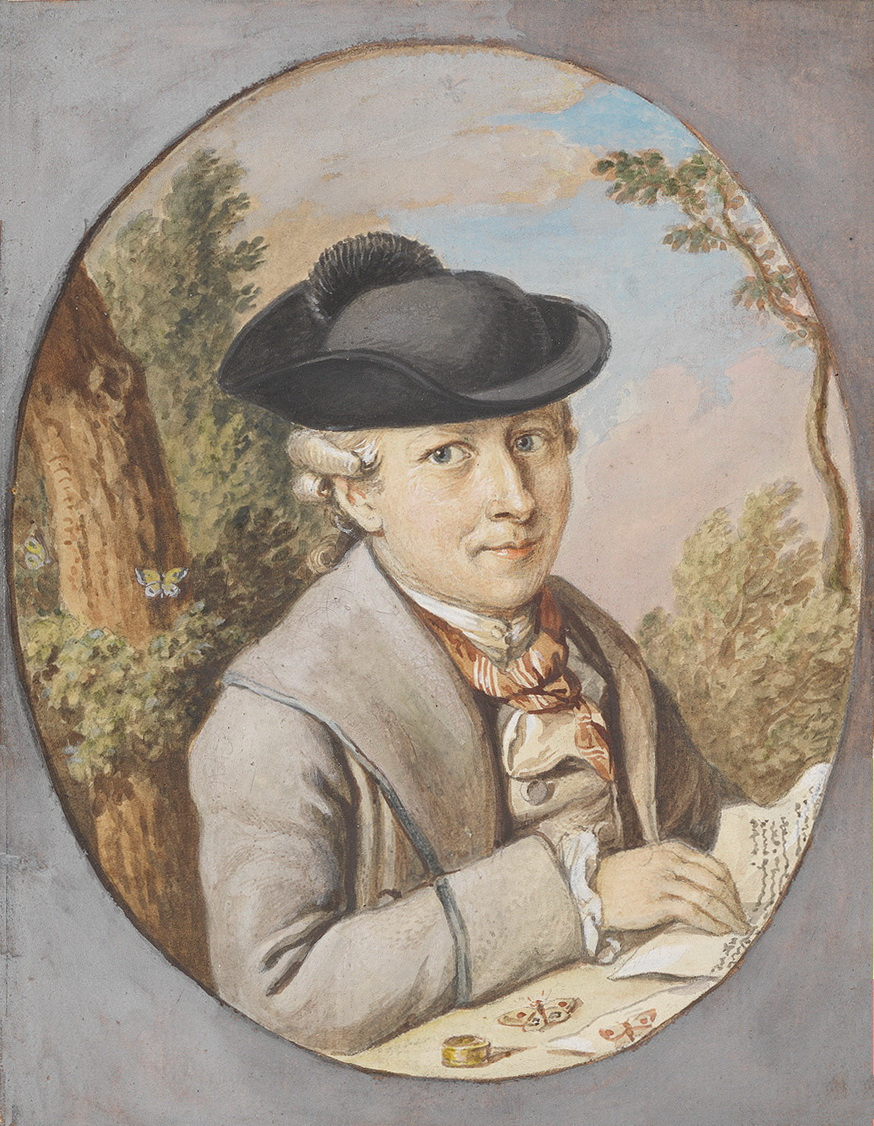
Selbstbildnis, um 1777. Deckfarben auf Papier, 14 × 11 cm
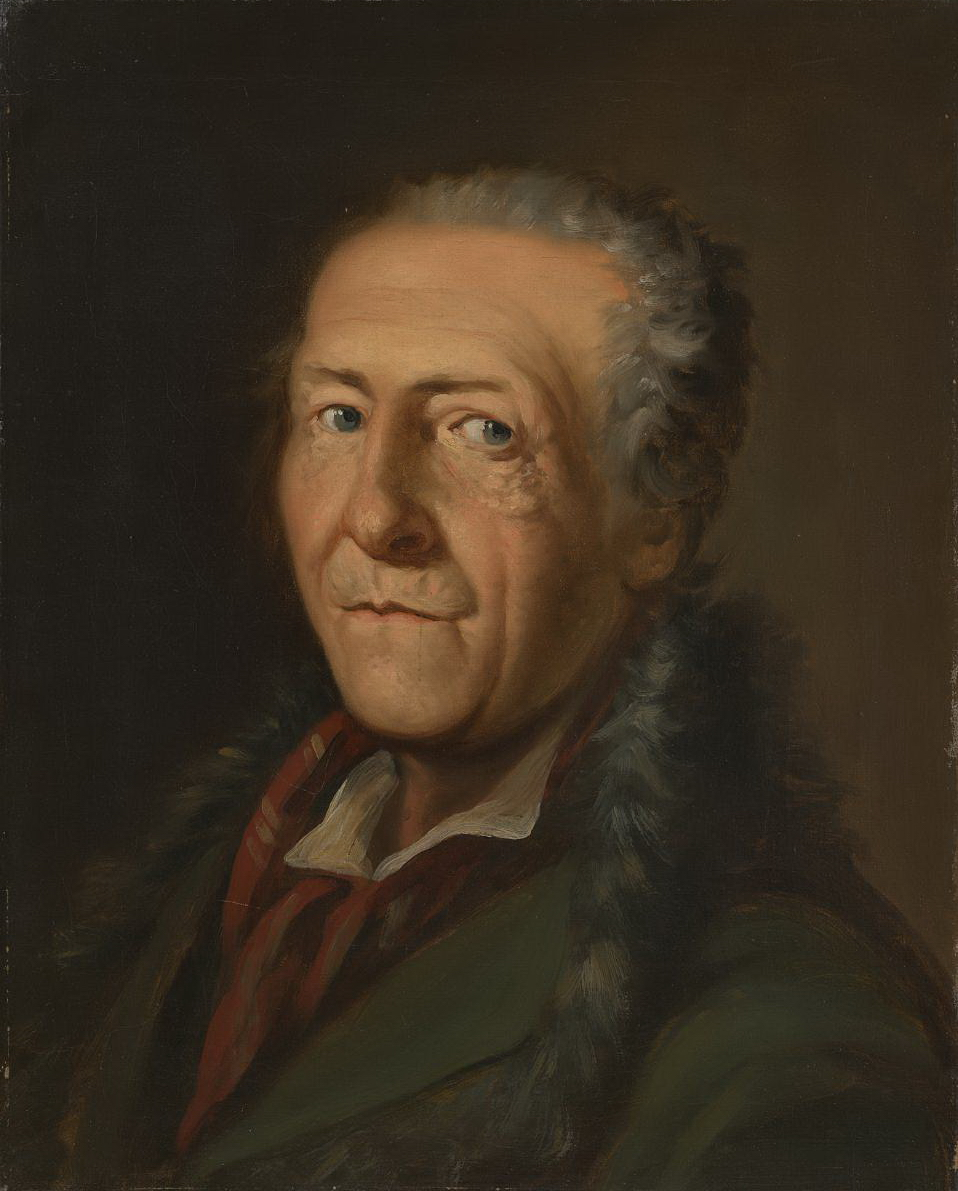
J. R. Schellenberg, gemalt von Anton Graff, um 1796
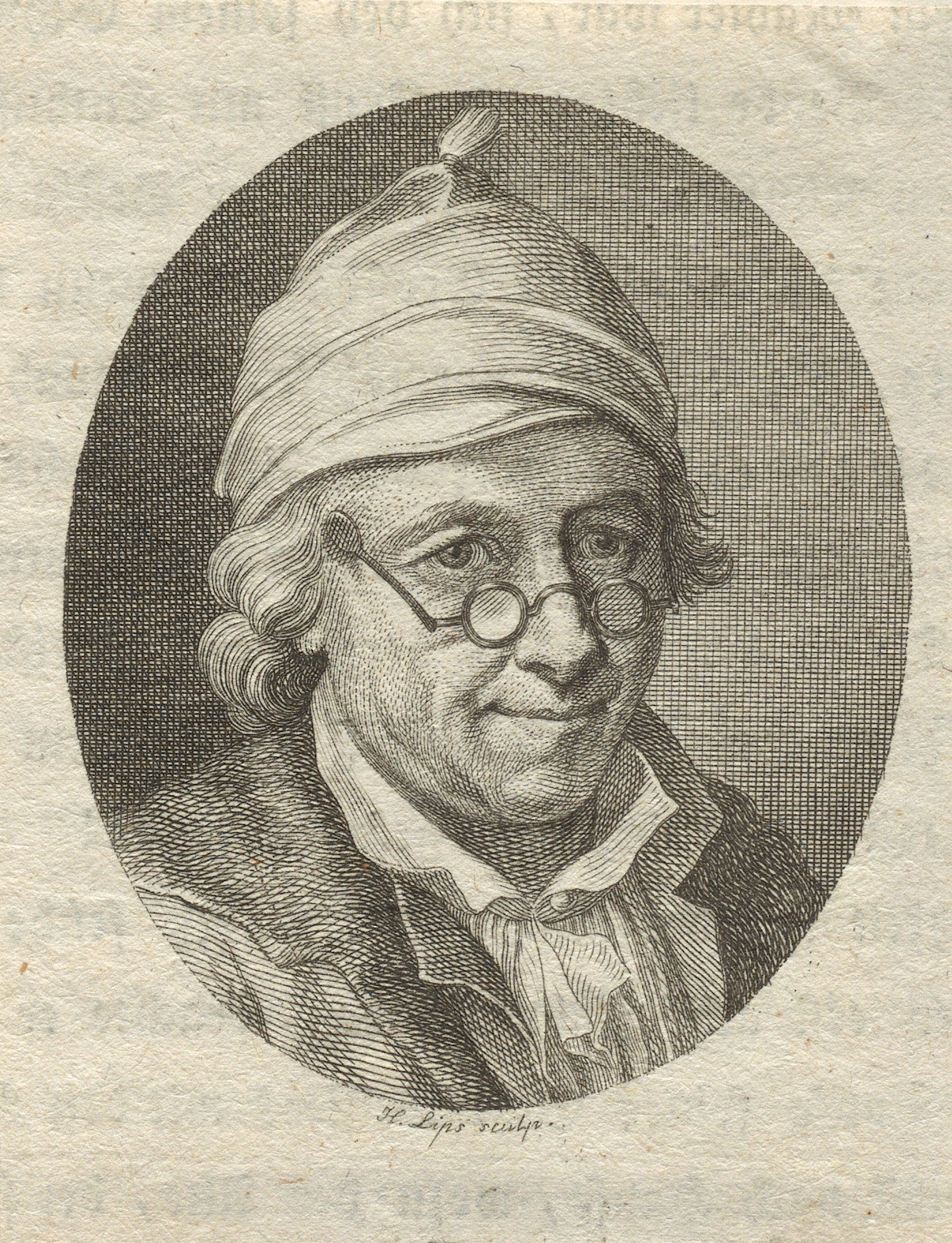
Radierung seines Schülers Johann Heinrich Lips (1807)

Am Ende eines Nachrufs schrieb Ulrich Hegner 1807 über Schellenbergs Persönlichkeit: «Übrigens war er ein gutmütiger und bescheidener Mann, dem Dienstgefälligkeit eine Freude war. (…) Er war in hohem Grade uneingennützig und genügsam, gleichgültig gegen das Geld, geduldig in Widerwärtigkeiten. Hinten an dem Verzeichnis seiner Werke von 1763 bis 1806 steht von seiner Hand geschrieben: ‹Von allem diesem habe ich nichts, als das Bewusstsein, gearbeitet zu haben.›»
Schellenberg bildete zahlreiche Künstler aus. Unter seinen Schülern waren Johann Georg Penzel (1754–1809), Johann Heinrich Lips (1758–1817), Emanuel Steiner (1778–1831) und Johann Jakob Biedermann (1763–1830). Interessant ist sein Briefwechsel mit der Malerin Susette Hirzel.

## Zoologische Erstbeschreibungen
Die folgenden Taxa beschrieb Schellenberg als Erster:
- Adephaga: die zweitgrösste Unterordnung der Käfer (Coleoptera)[8]
- Megarhyssa rixator: eine Schlupfwespen-Art
- Aquarius: eine Wasserläufer-Gattung[9]
- Tinearia: eine Schmetterlingsmücken-Gattung[10]

Zu Ehren von Johann Rudolf Schellenberg benannte Oswald Heer 1865 die Webspinnen-Gattung Schellenbergia nach ihm.

## Schriften und Illustrationen (Auswahl)
Das erste Werk, das Schellenberg selbst veröffentlichte, besteht aus acht satirischen Karikaturen ohne Text:
- Pour Raillerie. 1772. (Der Titel bedeutet ‹zum Scherz› oder ‹zum Spott›. – Alle acht Bilder in Wikimedia Commons.)
«Schellenberg, der ein hervorragender Karikaturist war, entwarf fantastische Kombinationen von Mensch- und Tiergestalten mit realistischen Details. … Der lesende ‹Poet› mit Hirschkäferkopf nimmt Kafkas Erzählung Die Verwandlung von 1912 vorweg.»[12]

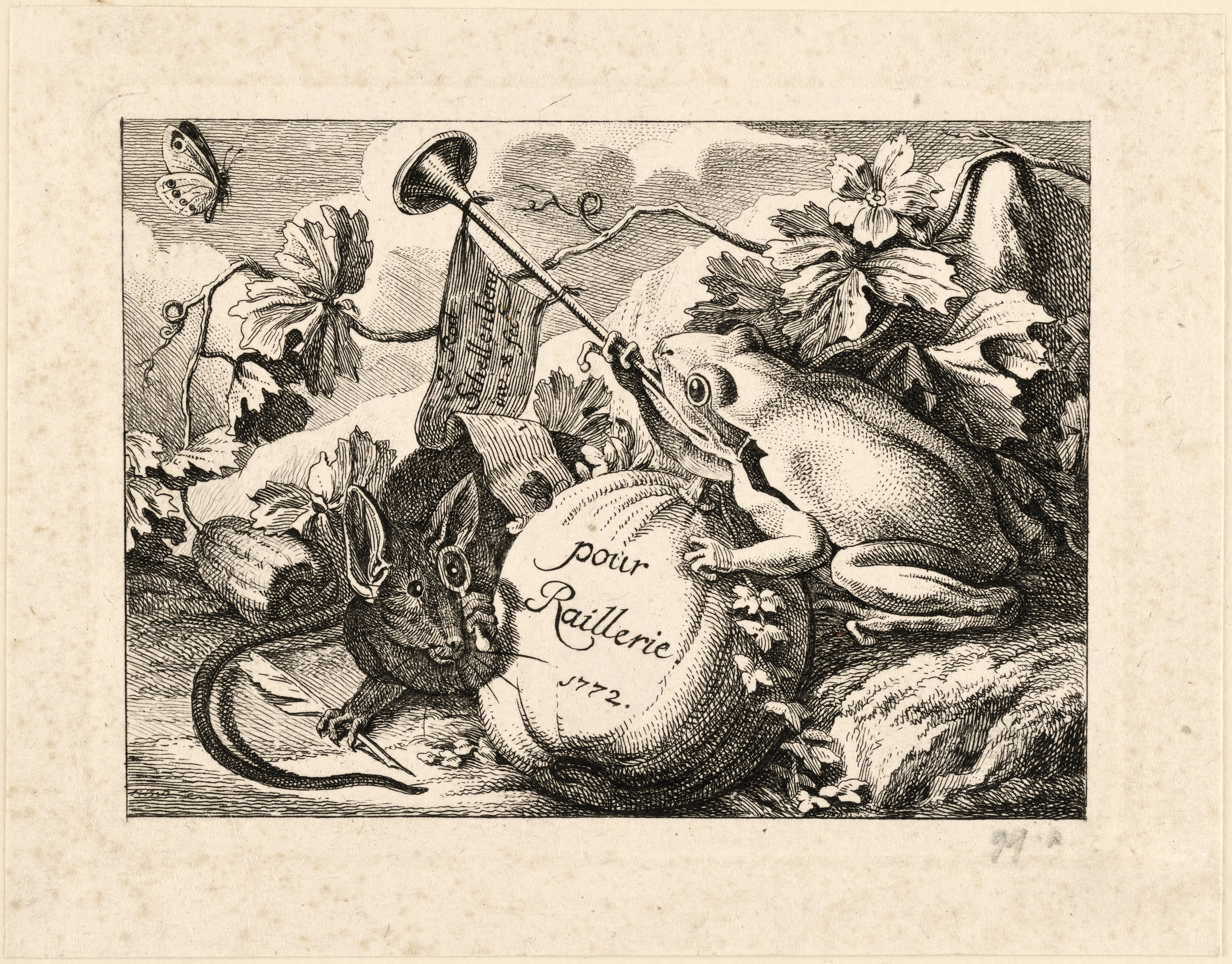
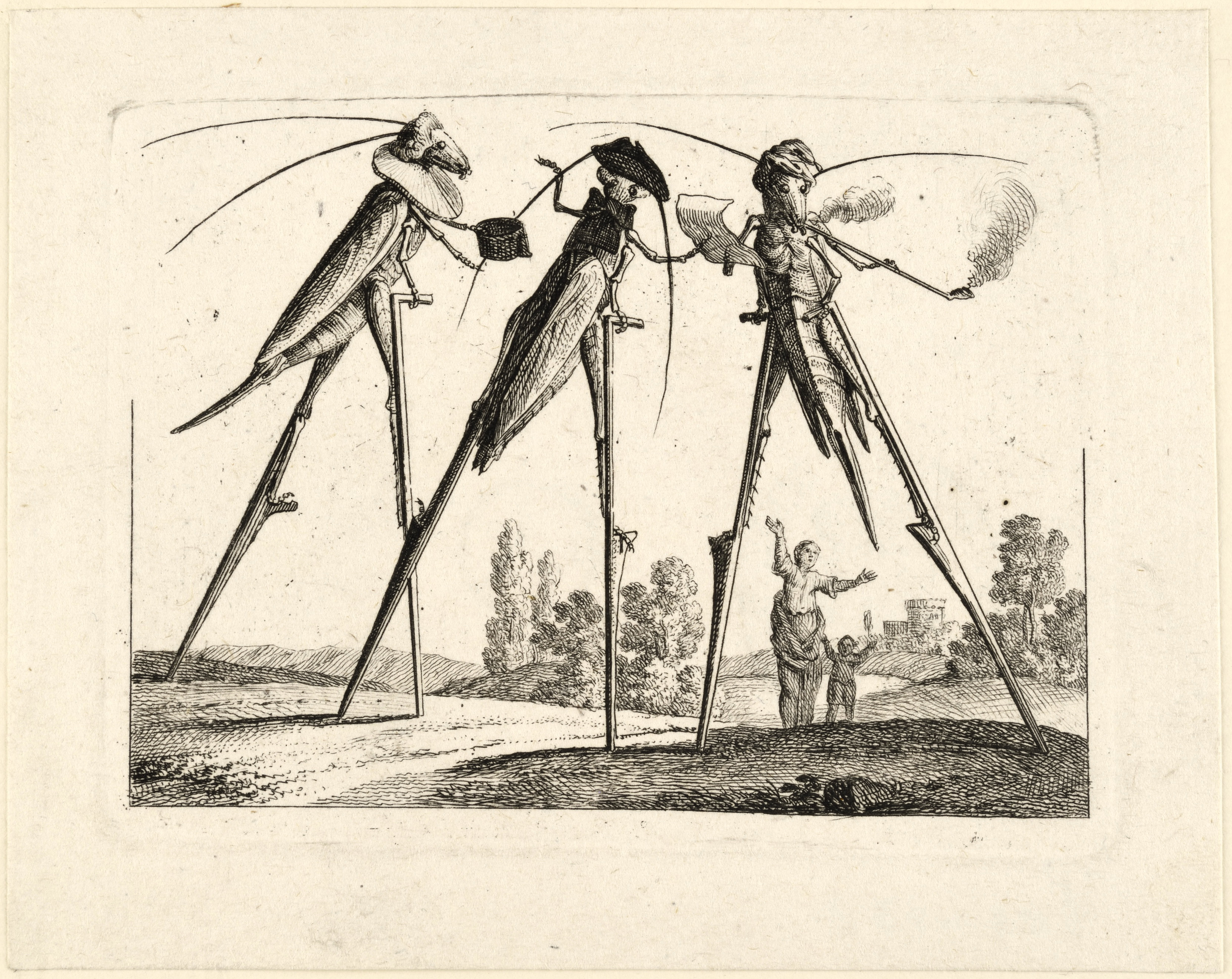
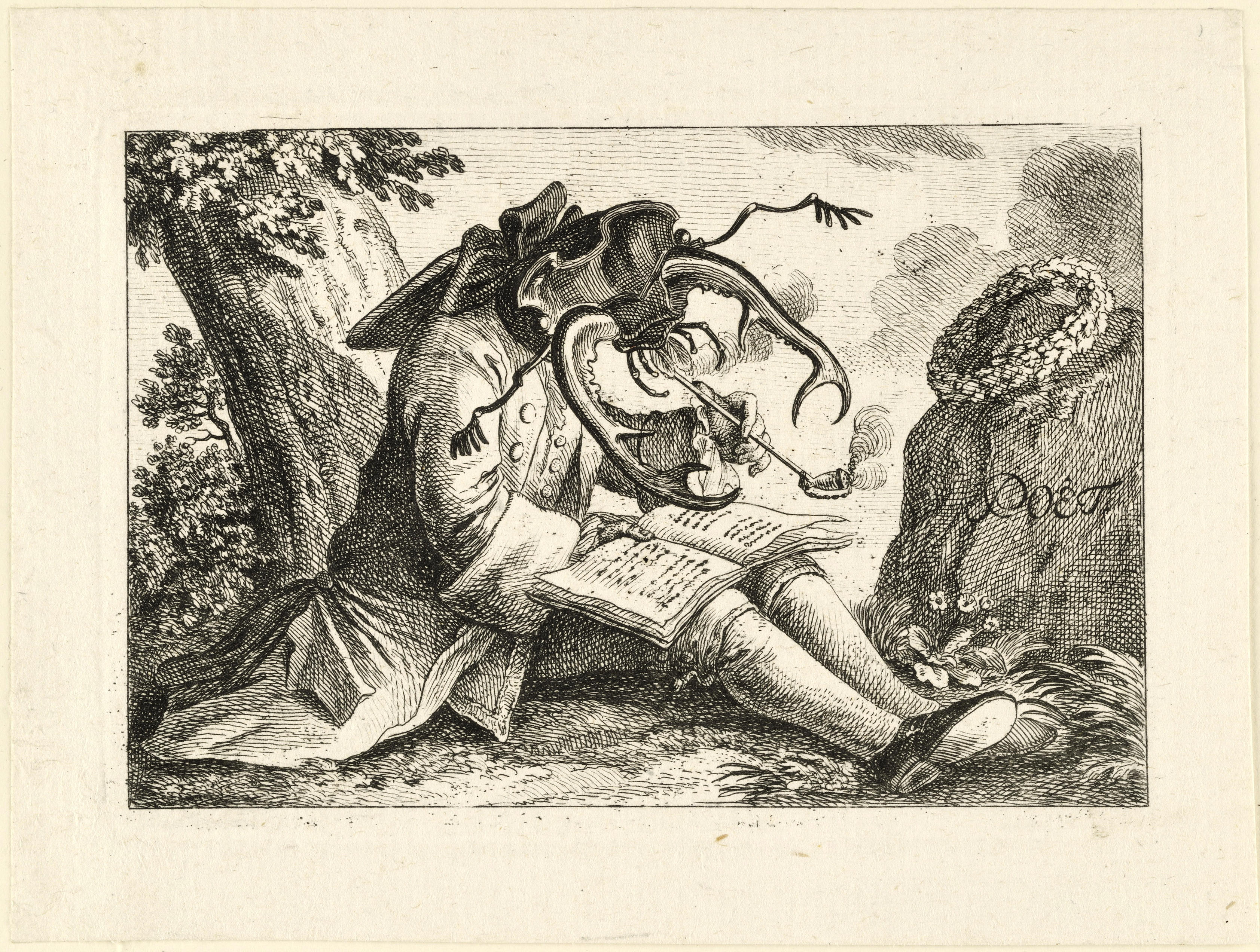
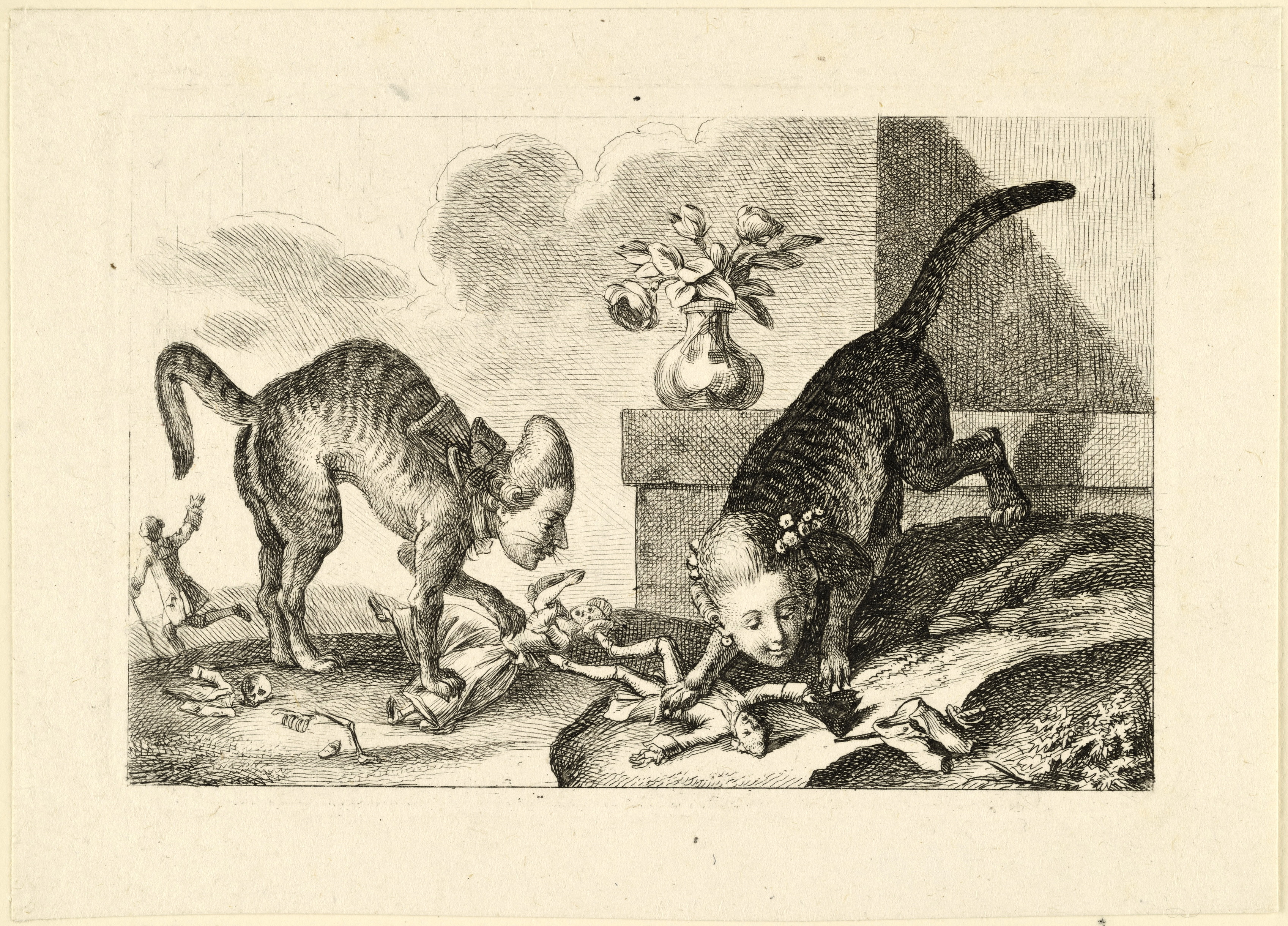

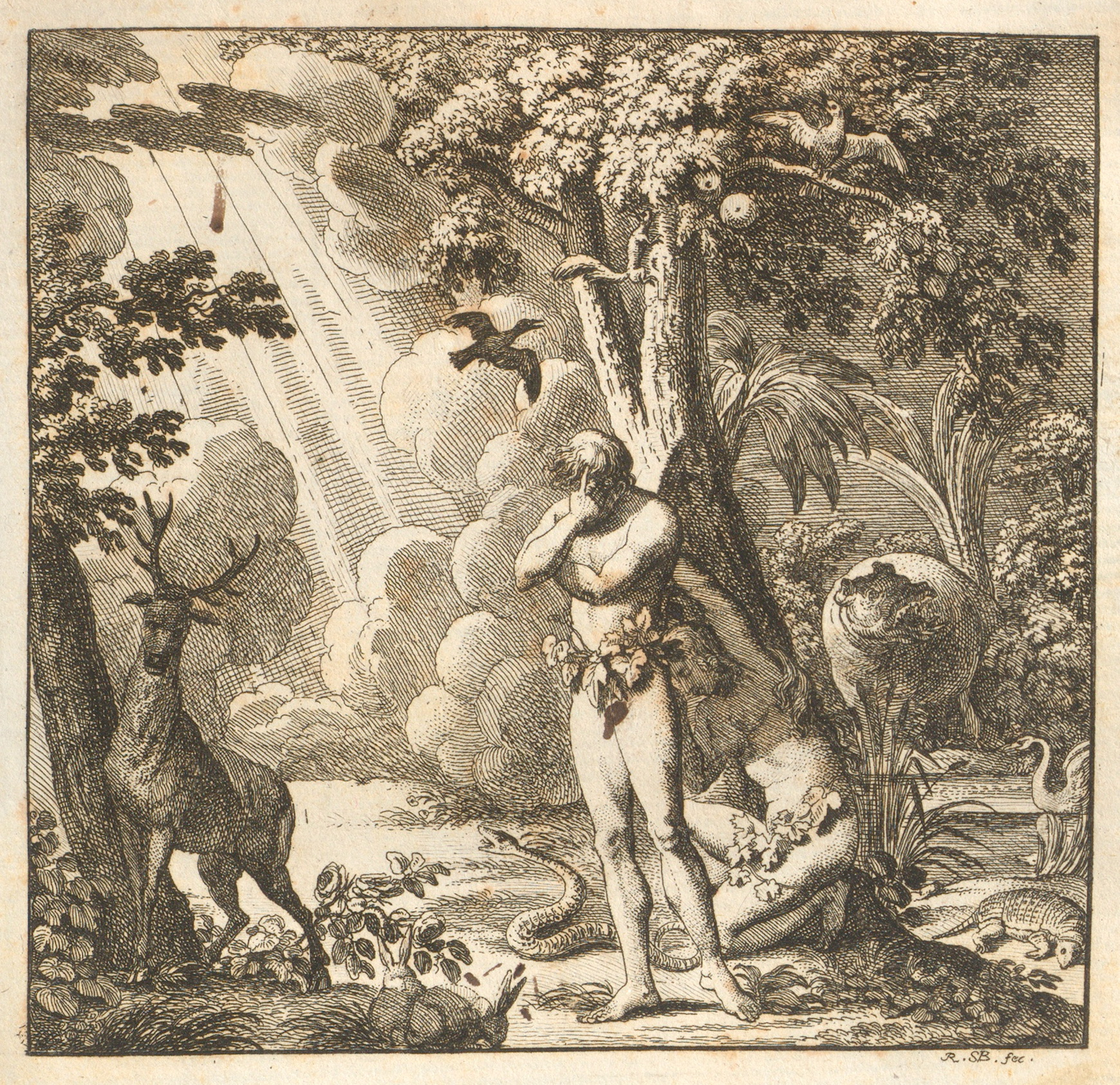
Adam und Eva vor Gott
aus Biblische Geschichten, 1774

Die folgenden Werke erschienen unter Schellenbergs Namen. Zum Teil bleibt aber unklar, ob nur die Illustrationen von ihm stammen oder auch die Texte.
- 60 Biblische Geschichte[n] des alten Testamentes / in Kupfer geäzt von Iohann Rudolf Schellenberg. Winterthur 1774 (doi:10.3931/e-rara-88786, zusammen mit dem folgenden Werk).
- 60 Biblische Geschichten des neuen Testamentes / in Kupfer geäzt von Joh. Rod. Schellenberg. Winterthur 1779.
- Sittenlehre in Fabeln und Erzählungen für die Jugend. Mit Kupfern von J. R. Schellenberg. Winterthur 1794 (doi:10.3931/e-rara-87796; 12 Tafeln, Titelbild).

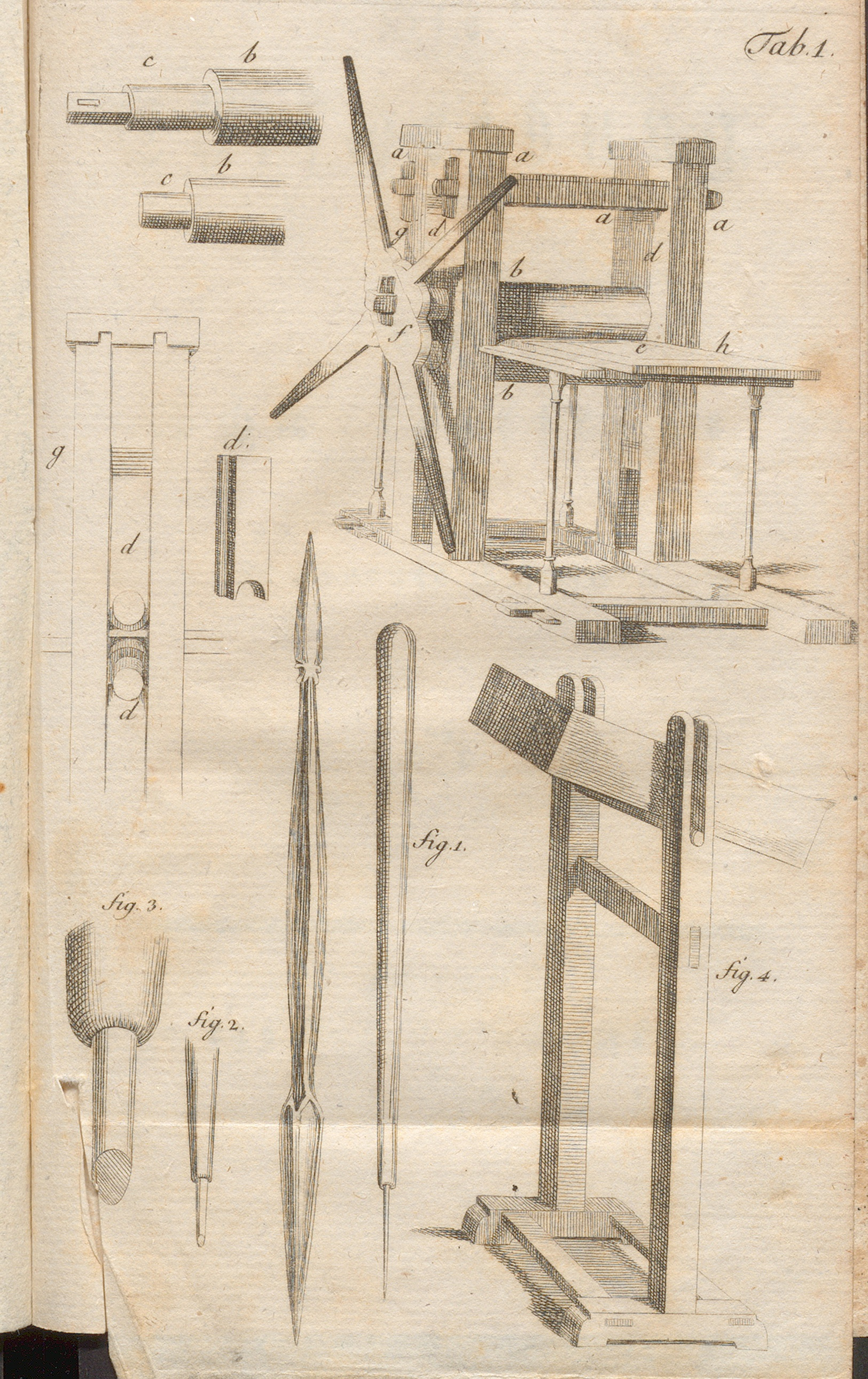
Tafel aus Kurze Abhandlung über die Ätzkunst, 1795

- Kurze Abhandlung über die Ätzkunst / von J. Rod. Schellenberg, Mahler. Winterthur 1795 (doi:10.3931/e-rara-15439; 1 Tafel, siehe Abbildung).
«Das Buch, das sich … als didaktische, handwerklich fundierte Einführung für Anfänger versteht, gibt damit einen wertvollen Einblick in den Arbeitsprozess des Künstlers.»[2]
- Das Geschlecht der Land- und Wasserwanzen. / Nach Familien geordnet mit Abbildungen / von J. R. Schellenberg. Zürich 1800 (doi:10.3931/e-rara-23469; 14 Tafeln).
- Entomologische Beyträge. Winterthur 1802.
- Gattungen der Fliegen / in XLII Kupfertafeln entworfen und gezeichnet von J. R. Schellenberg / und erklärt durch zwey Liebhaber der Insektenkunde. = Genres des mouches diptères … Zürich 1803 (doi:10.3931/e-rara-21402; 42 Tafeln).

Die folgenden drei Werke erschienen ohne Angabe des Autors. Schellenberg hat sicher die Illustrationen geschaffen; der Text des zweiten und dritten Buches wird von der Zentralbibliothek Zürich Joseph Philippe de Clairville zugeschrieben.
- Garten der Flora, oder Beschreibung und Abbildung verschiedener Pflanzen für Liebhaber der schönen Gartenkunst. Nebst einer kurzen praktischen Anweisung zu derselben Wartung. Winterthur 1791 (doi:10.3931/e-rara-87880; 20 Tafeln). (Dass die Abbildungen von Schellenberg stammen, wird auf Seite 7 erwähnt.)
- Auswahl von Pflanzen und Gesträuchen / mit einer Anleitung zu ihrer Wartung. = Collection choisie de plantes et arbustes / avec un abrégé de leur culture. Zürich 1796 (doi:10.3931/e-rara-12096; 27 kolorierte Tafeln).
- Helvetische Entomologie / oder Verzeichniss der schweizerischen Insekten / nach einer neuen Methode geordnet. = Entomologie helvétique. Zürich 1798–1806 (doi:10.3931/e-rara-21916; 48 kolorierte Tafeln).

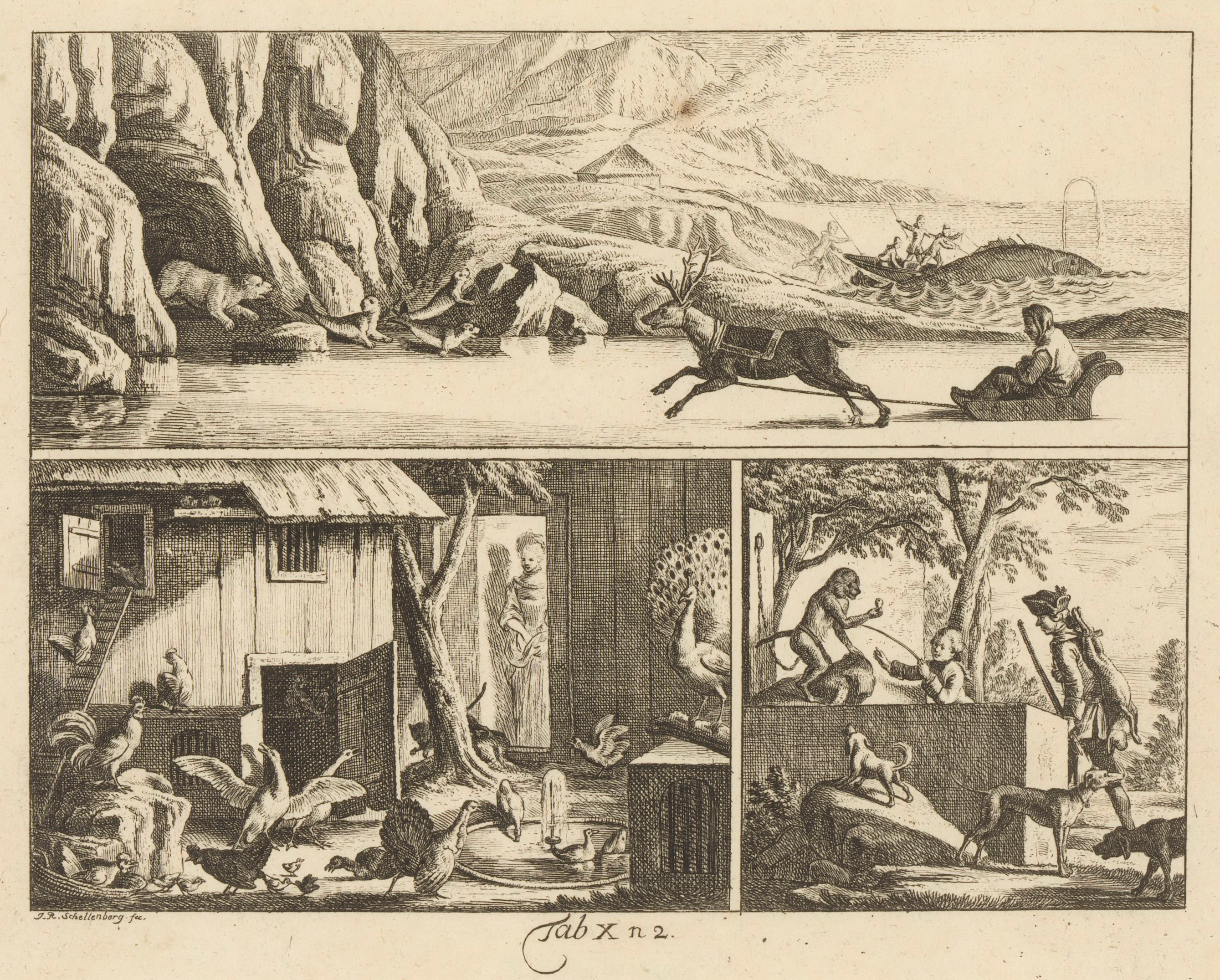
Radierung von Schellenberg in Basedows Elementarwerk, 1774

Zu den folgenden Werken schuf Schellenberg alle oder mehrere Illustrationen.
- Johann Heinrich Sulzer: Die Kennzeichen der Insekten. Zürich 1761 (doi:10.3931/e-rara-38350; 24 Tafeln, Titelbild, 7 Titelvignetten zu den einzelnen Kapiteln).
- Johann Caspar Füssli: Geschichte der besten Künstler in der Schweitz. Nebst ihren Bildnissen. 5 Bände. Zürich 1769–1779 (doi:10.3931/e-rara-44803). (Schellenberg schuf laut Werkverzeichnis im Schweizerischen Künstlerlexikon 65 Porträts sowie 5 Titelvignetten und 5 Titelkupfer für Füsslis Werk.[13])
- Johann Bernhard Basedow: Das Basedowische Elementarwerk. Leipzig 1774. – Von Schellenberg stammen vier Tafeln; eine weitere radierte er nach einer Zeichnung von Daniel Chodowiecki, der die meisten Illustrationen zu diesem Werk schuf. Ein freundschaftlicher Briefwechsel der beiden Illustratoren war für Schellenberg wichtig.[14]
- Johann Caspar Lavater: Physiognomische Fragmente. Leipzig/Winterthur 1775–1778 (doi:10.3931/e-rara-1099). (Laut Werkverzeichnis im Schweizerischen Künstlerlexikon schuf Schellenberg 98 Illustrationen für Lavaters Werk, doch sind nur relativ wenige Bilder von ihm signiert: z. B. S. 84, 238, 254 …)
- Johann Heinrich Sulzer: Abgekürzte Geschichte der Insekten. Winterthur 1776 (doi:10.3931/e-rara-51328; 32 kolorierte Tafeln).

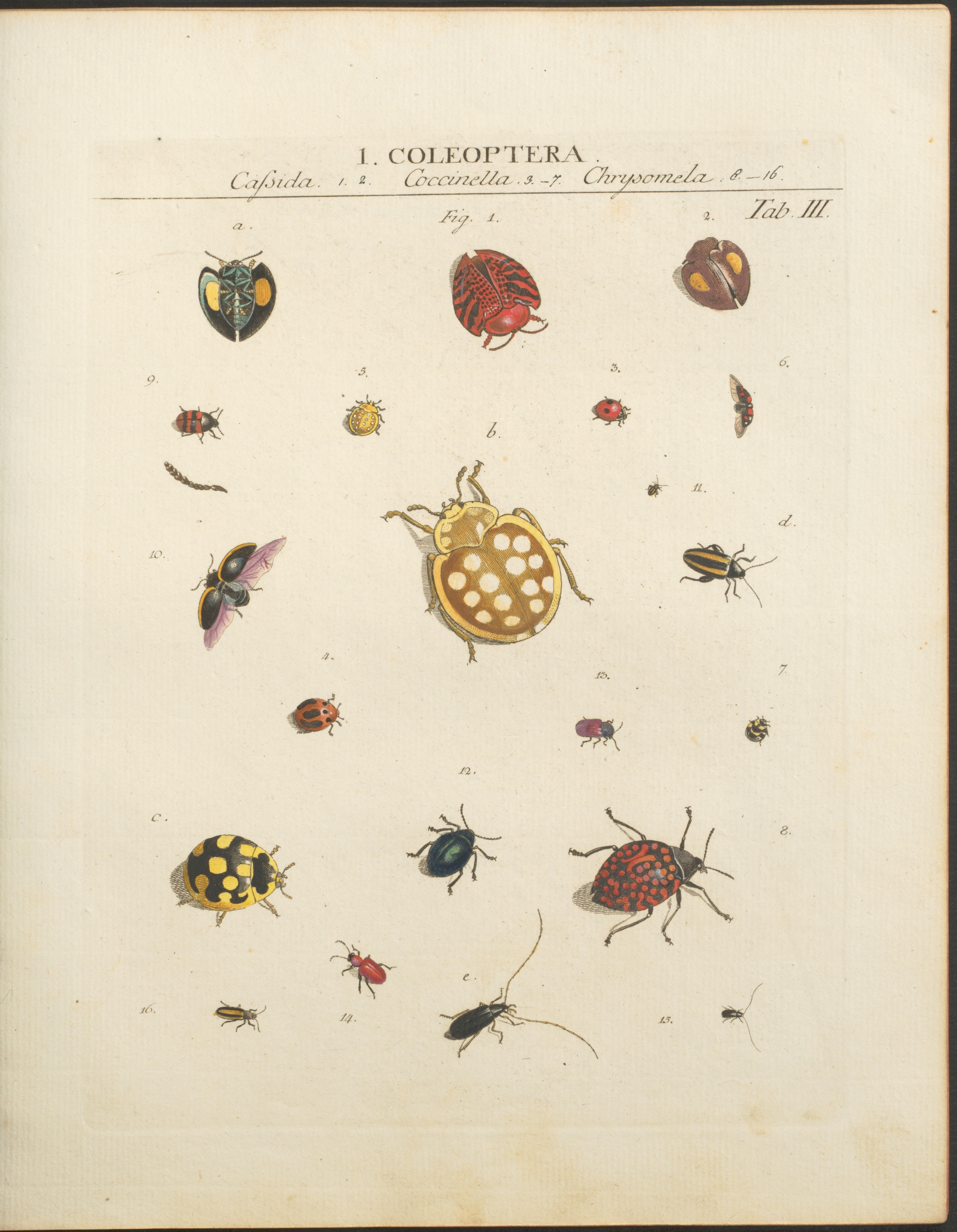
Tafel III, Coleoptera
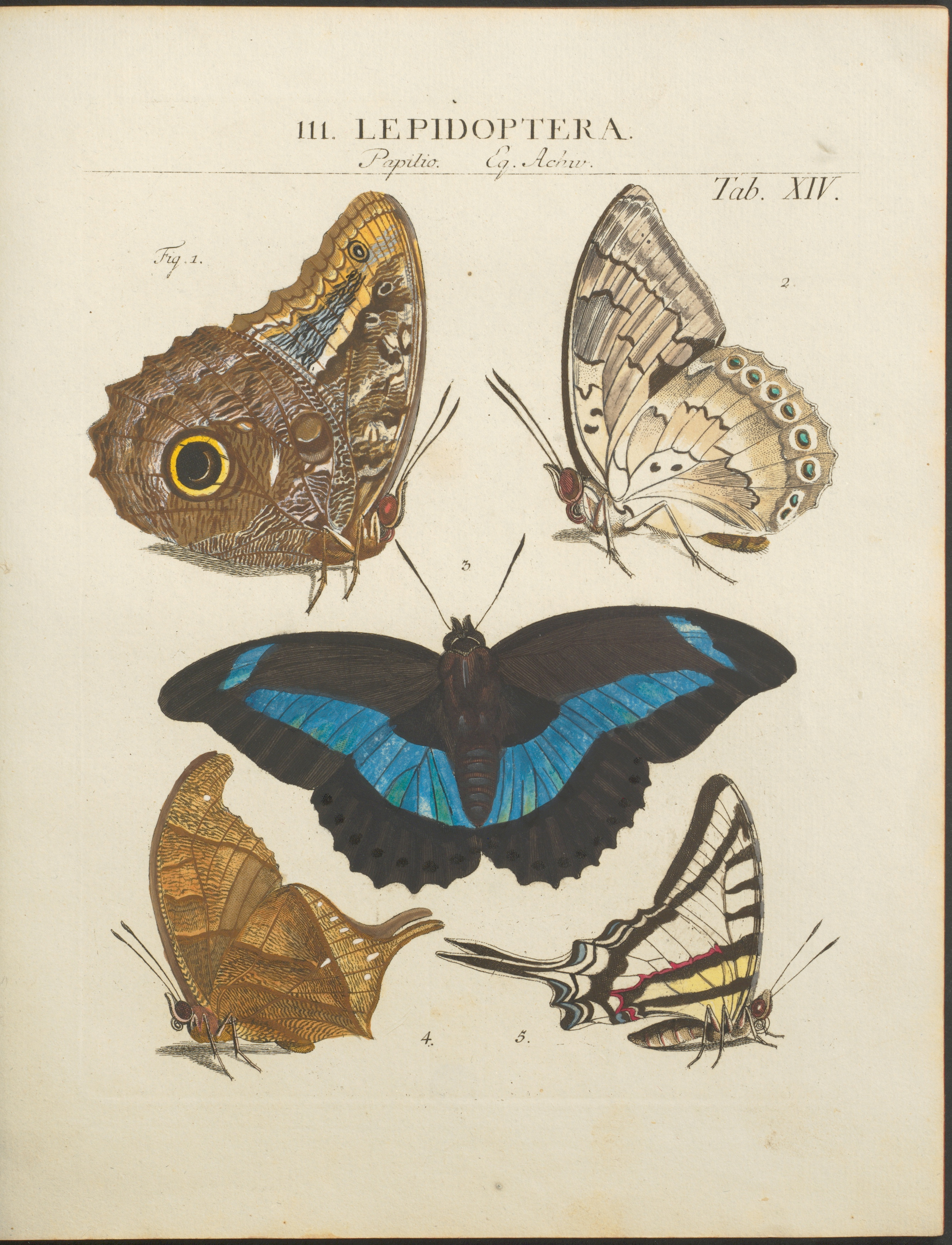
Tafel XIV, Lepidoptera
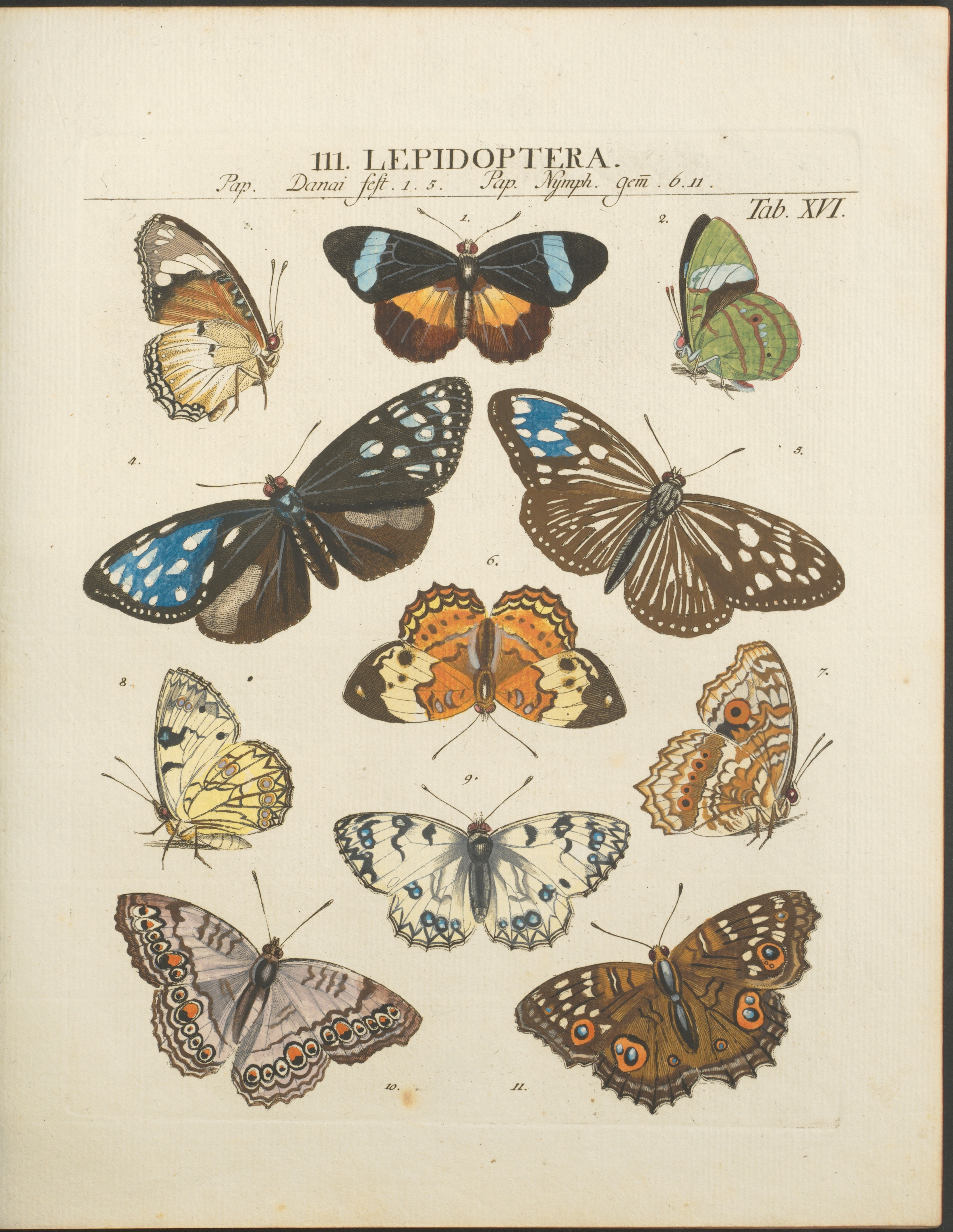
Tafel XVI
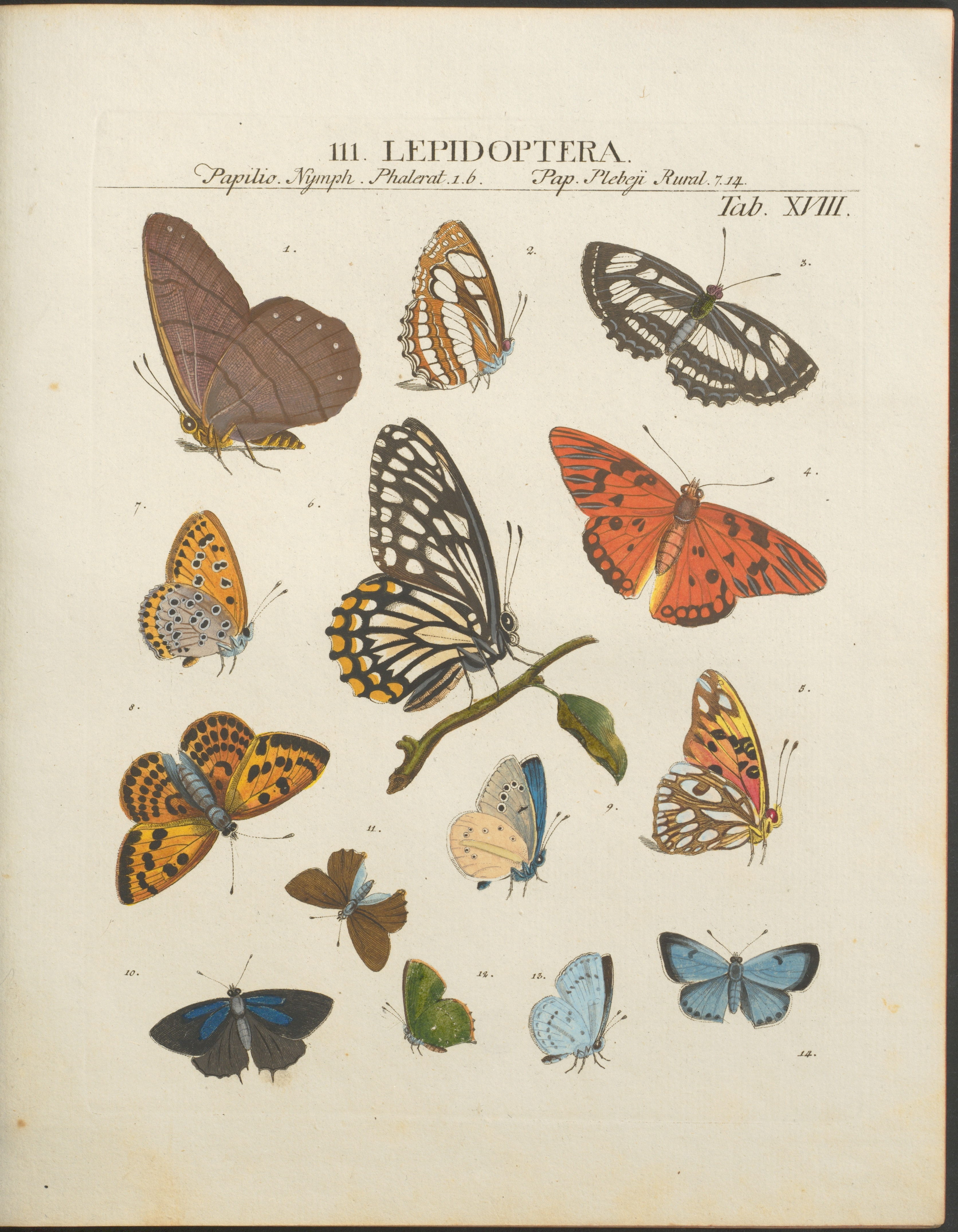
Tafel XVIII

- Johann Gerhard Reinhard Andreae: Briefe aus der Schweiz nach Hannover geschrieben, im dem Jahre 1763. «Zweiter Abdruck». Zürich/Winterthur 1776 (doi:10.3931/e-rara-15709).
- Fabeln von Hagedorn, Gleim und Lichtwer / mit Kupfern von J. R. Schellenberg. Winterthur 1777 (Digitalisat; 18 Tafeln, Titelbild).
- Johann Kaspar Füssli (Hrsg.): Magazin für die Liebhaber der Entomologie. Zürich/Winterthur 1778–1779 (doi:10.3931/e-rara-23962. 4 kolorierte Tafeln; siehe Auswahl von Insekten-Radierungen in Wikimedia Commons.)
- Johann Kaspar Füssli (Hrsg.): Archiv der Insectengeschichte. Zürich/Winterthur 1781–1786 (doi:10.3931/e-rara-25567). (Schellenberg schuf mindestens 7 der insgesamt 54 meist kolorierten Tafeln und radierte mindestens 16 weitere nach Zeichnungen anderer Künstler; siehe Auswahl von Insekten-Radierungen in Wikimedia Commons.)
- Freund Heins Erscheinungen in Holbeins Manier. Winterthur 1785 (doi:10.3931/e-rara-89682). Mit 25 Radierungen von Schellenberg (alle Bilder in Wikimedia Commons) und Versen von Johann Karl August Musäus.
«Dieser frivole Totentanz schildert in Abkehr von den herkömmlichen Motiven die Narrheit der Menschen in karikaturhafter Art, was bereits in den Bildtiteln zum Ausdruck kommt: Verschiedene Personen, welche ein Todten-Gerippe betrachten; darunter stehet: Memento mori (1). Der Aerostat. Eine Luftkugel in vollen Flammen (5). Schul-Visitation. Der Tod unter der Thüre einer Knaben-Schule (6). Getäuschte Erwartung. Der Tod als ein Frauenzimmer zu einem Herrn (8). Der Wucherer. Er wird in seiner Geld-Kiste erdrükt (14). Der Equilibrist. Der Tod hascht den Seil-Tänzer bey dem Fuß (16). Berthold Schwarz. Der Mönch von der Gewalt des entzündeten Pulvers in die Luft fliegend (19). Beschluß. Der Tod zwischen dem Künstler und dem Dichter hält beyde umschlungen (25).»[15]

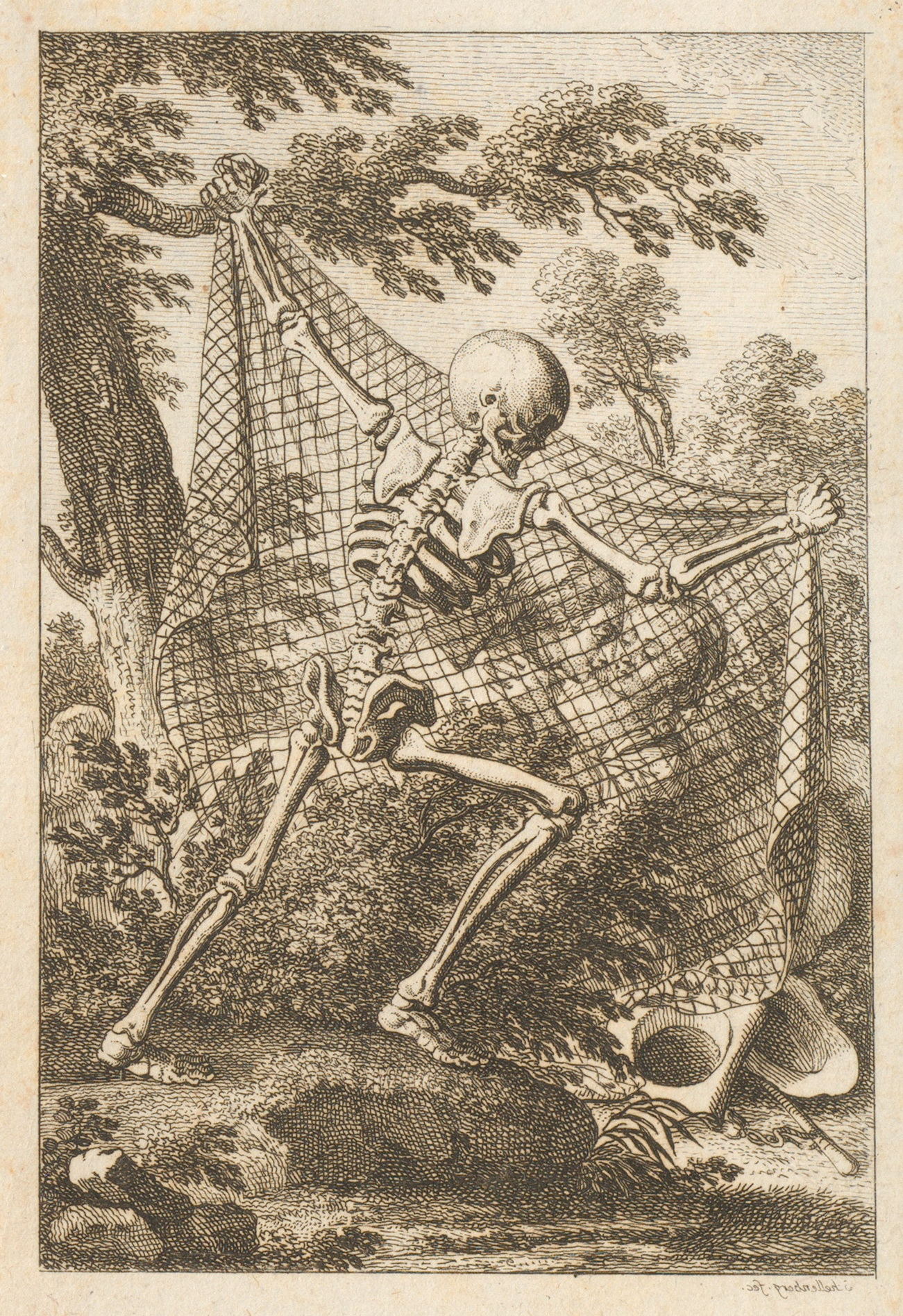
(2) Gestöhrte Liebe
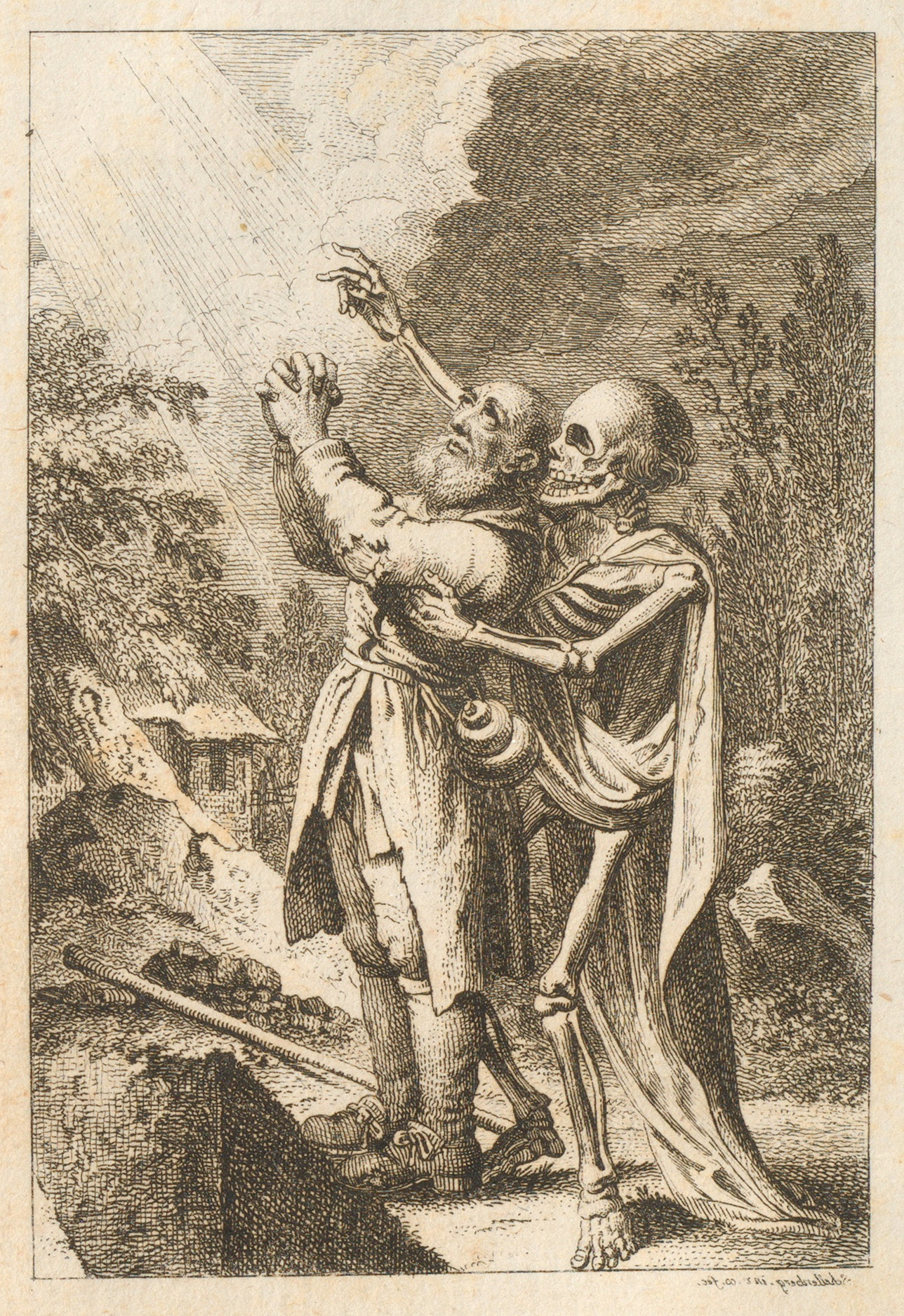
(11) Freundes Geleit
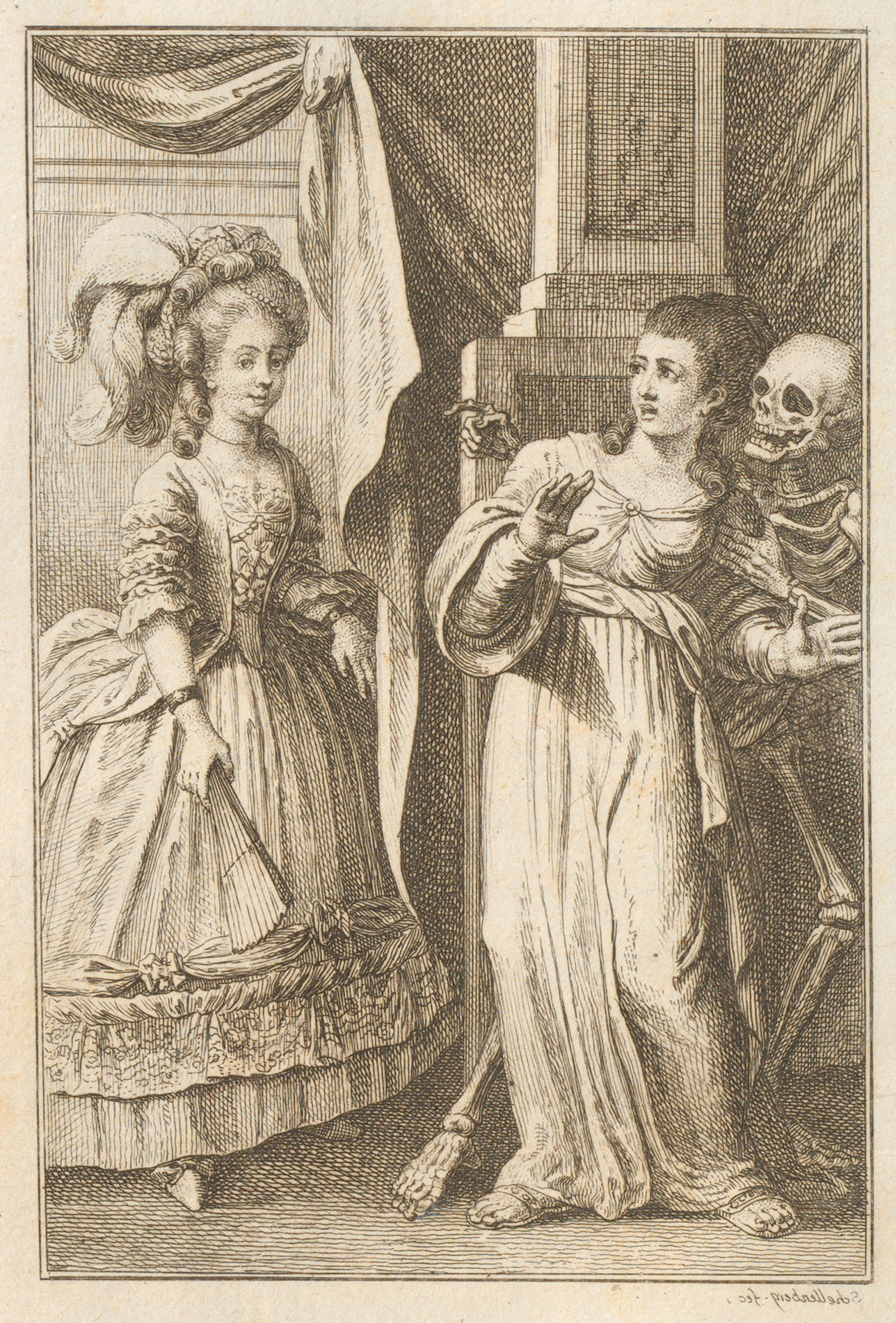
(13) Wienerin und Römerin
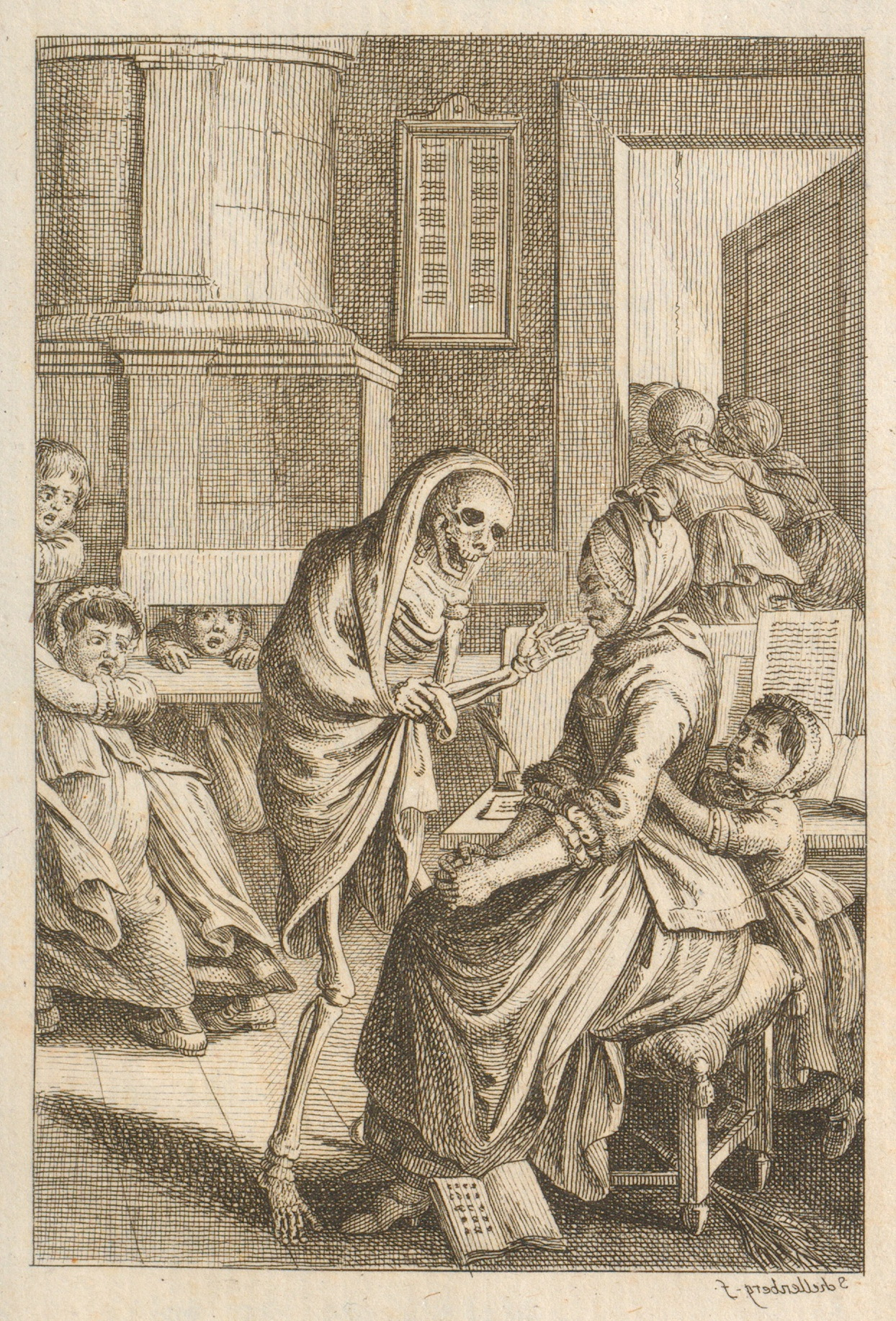
(22) Schweigende Ergebung

- Christoph Martin Wieland: Dschinnistan oder auserlesene Feen- und Geister-Mährchen. Winterthur 1786–1789 (doi:10.3931/e-rara-87228). 25 Abbildungen und Vignetten; alle Bilder in Wikimedia Commons.
- Johann Jacob Römer: Genera Insectorum Linnaei et Fabricii iconibus illustrata. Winterthur 1789 (doi:10.3931/e-rara-13136). (Von den 37 kolorierten Tafeln sind die ersten 32 identisch mit denjenigen im 1776 erschienenen Werk von J. H. Sulzer, siehe oben.)
- Carl Ludwig Willdenow: Historia amaranthorum. Zürich/Basel 1790 (doi:10.3931/e-rara-103980; 12 kolorierte Tafeln).
- Hans Heinrich Heidegger: Der vernünftige Dorfpfarrer. Geschichte wie sie ist, und wie sie durchgehends seyn sollte. Lesebuch für Landgeistliche und Bauern. Zürich 1791 (doi:10.3931/e-rara-16436; 8 Tafeln).
- Freund Heins Erscheinungen in Holbeins Manier. Neue Auflage. Mannheim 1803 (urn:nbn:de:hbz:061:1-76350).

## Originalzeichnungen und Aquarelle
Zeichnungen und Aquarelle von Johann Rudolf Schellenberg befinden sich im Besitz der Winterthurer Bibliotheken, des Kunstvereins Winterthur, der ETH Zürich, der Zentralbibliothek Zürich, des Kunsthauses Zürich, der Bayerischen Staatsbibliothek und der National Gallery of Art in Washington, D.C.

Eines von über 4000 Insektenaquarellen aus Schellenbergs Nachlass
Chermes – Pflanzenlaus
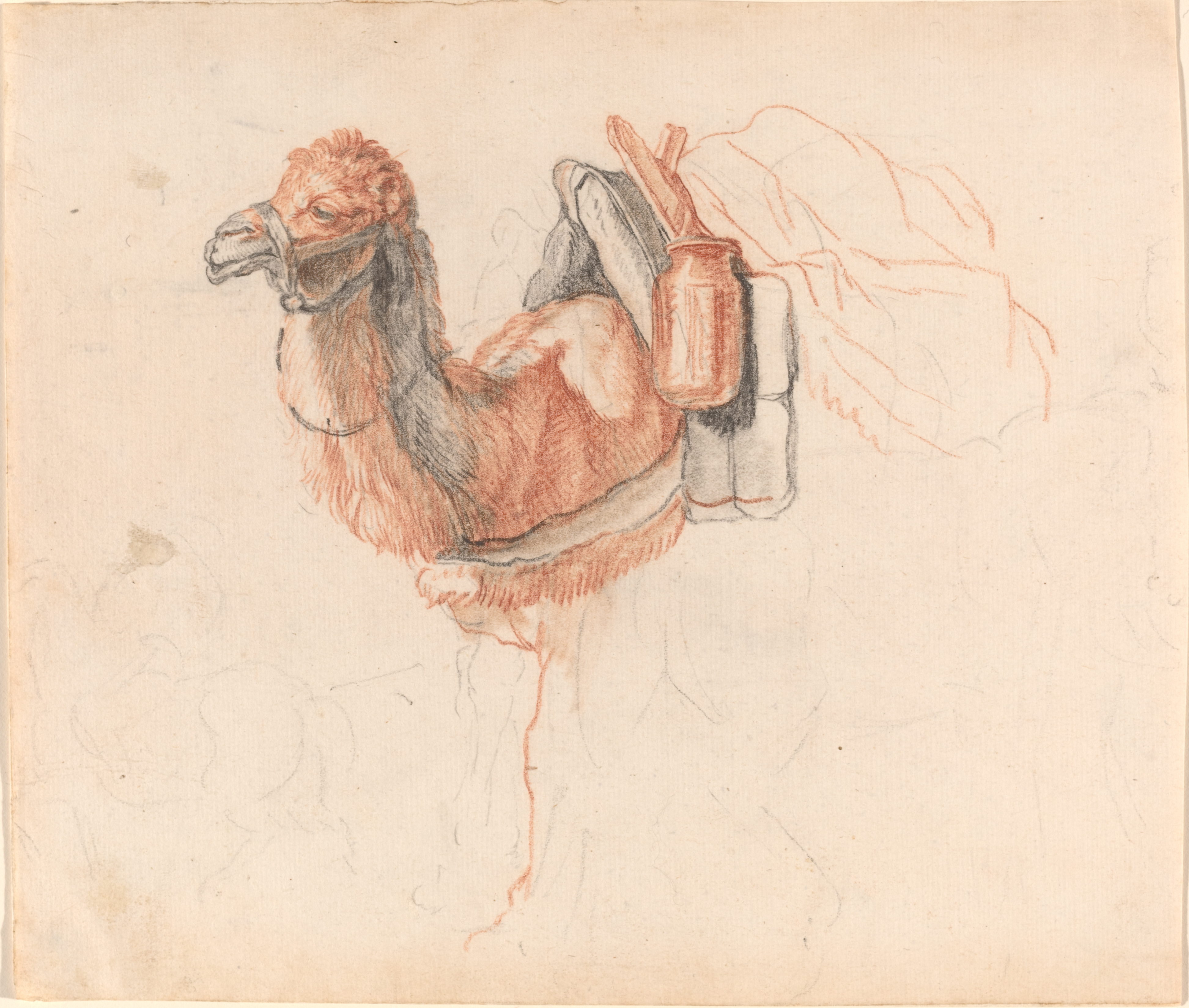
Kamel
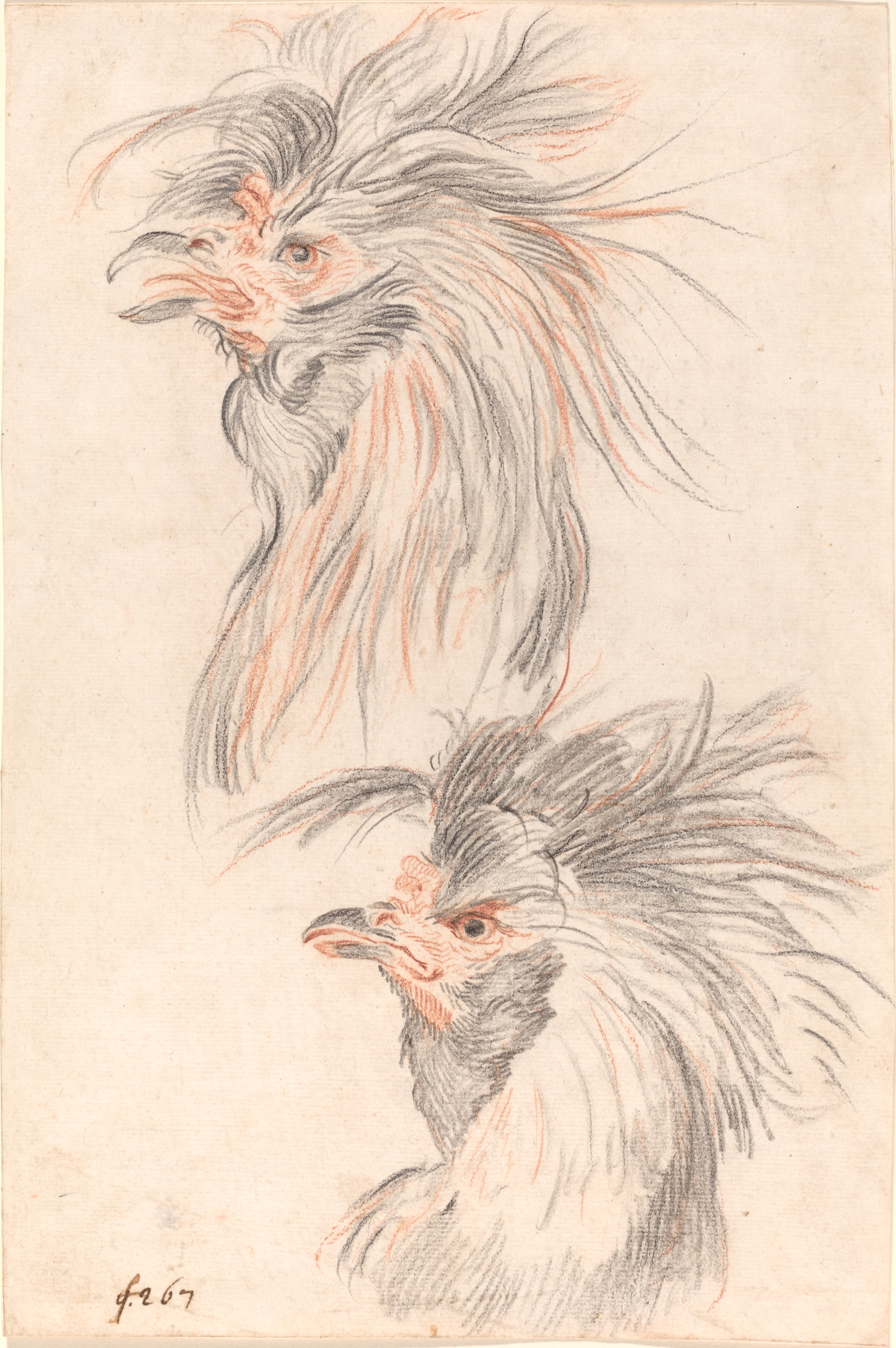
Kampfhahn
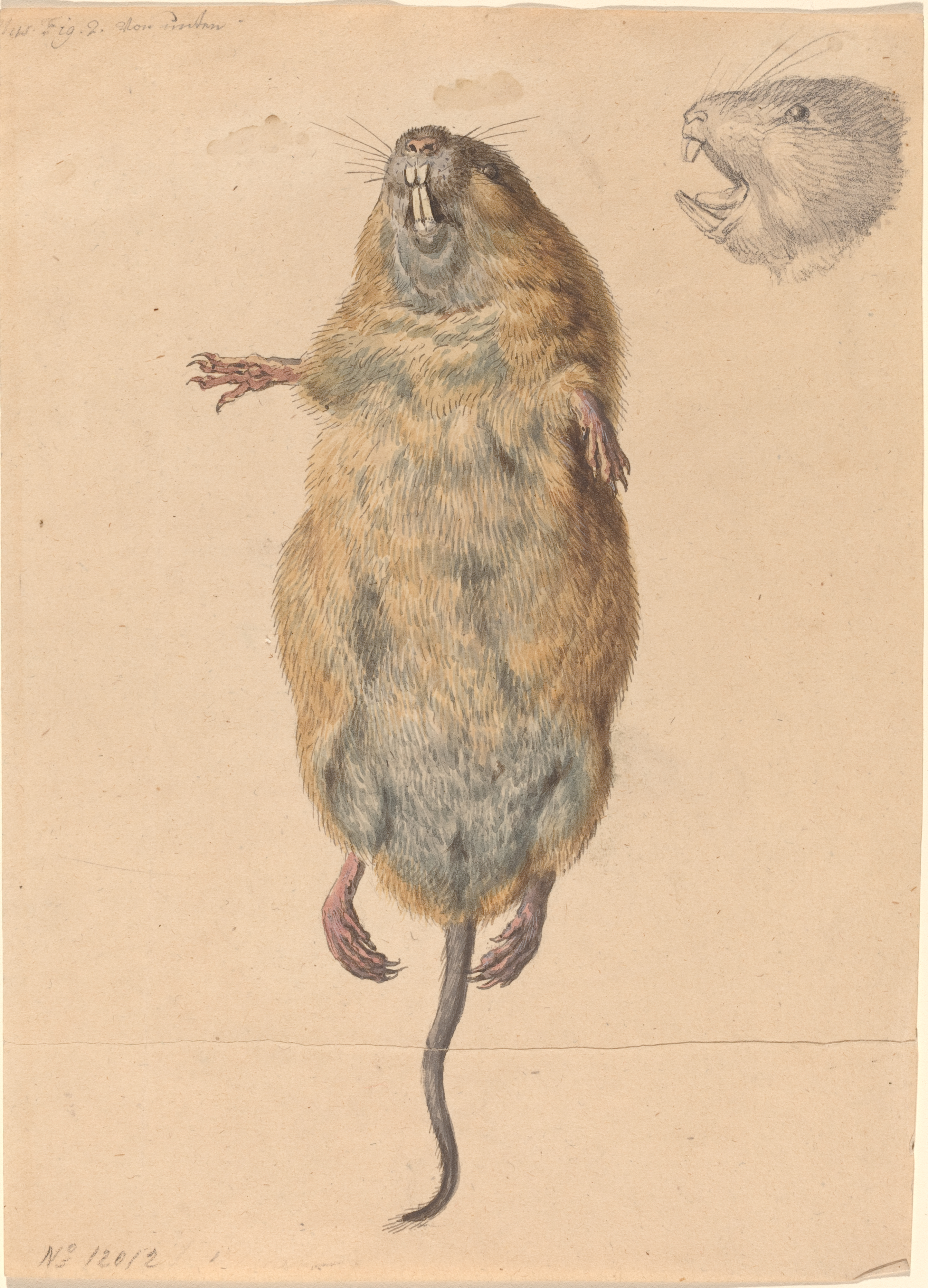
Feldmaus, von unten
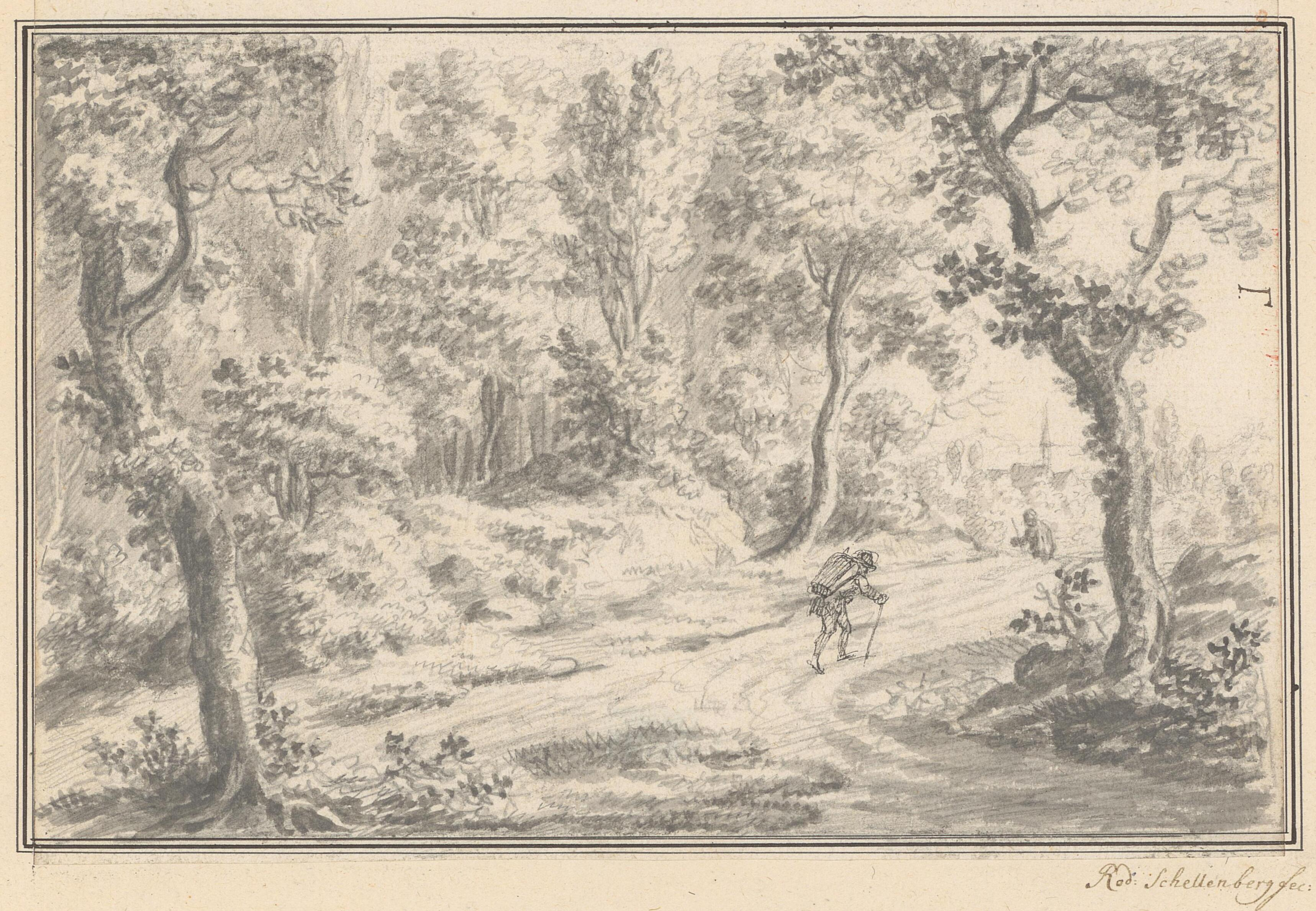
Wäg nach Rorbas
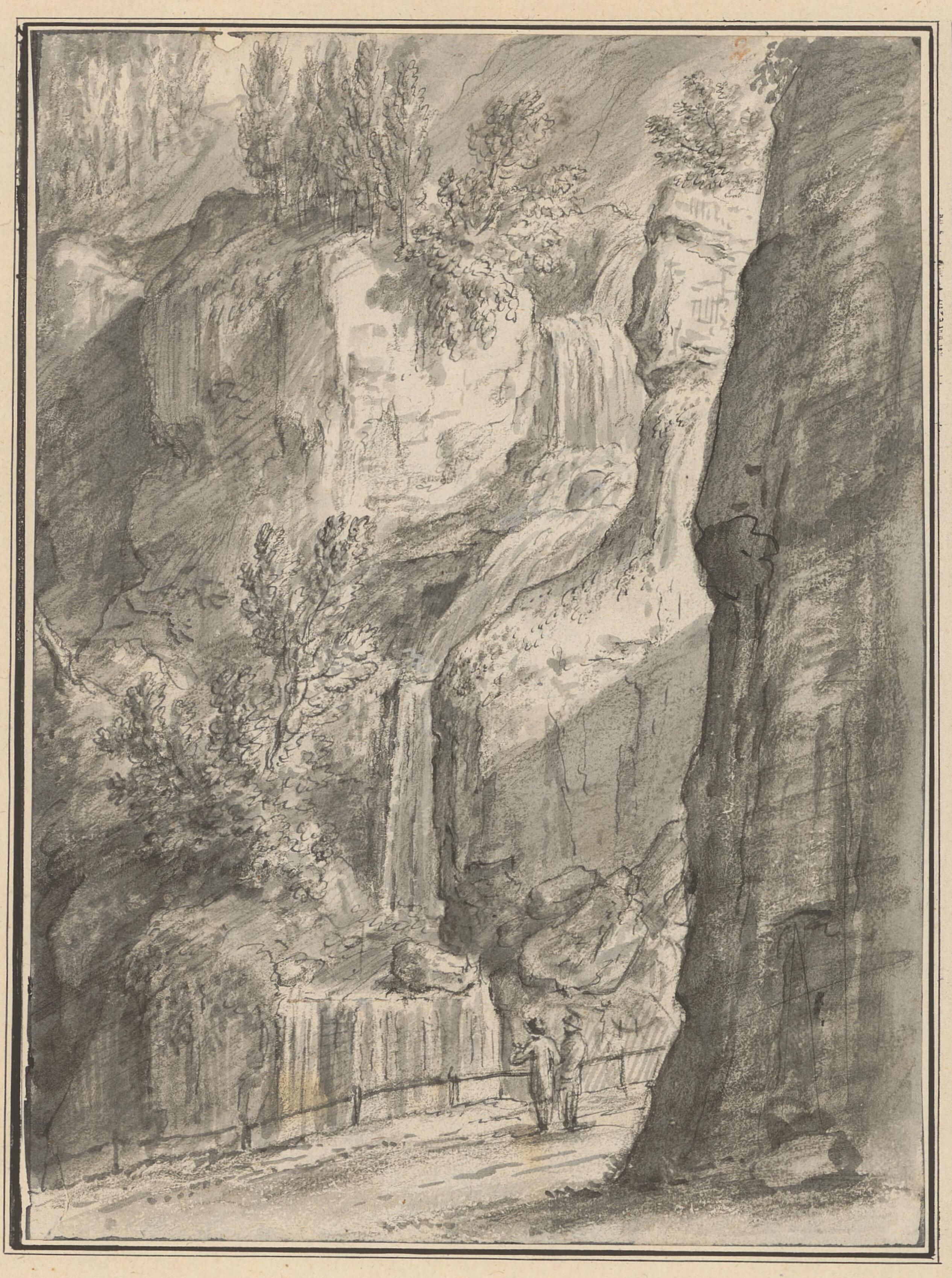
Wasserfall im Reusstal
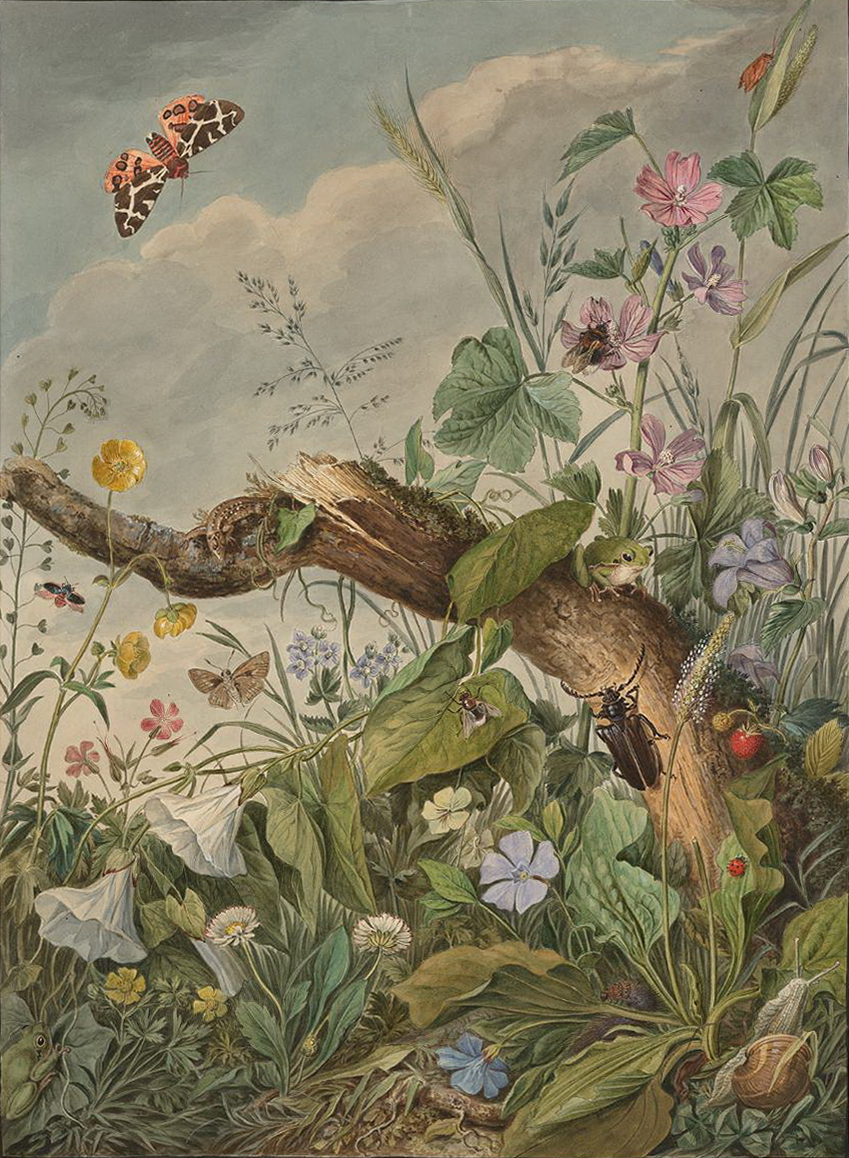
Wiesenstück mit Getier